# Список высших немецких офицеров, попавших в советский плен во время Великой Отечественной войны
В данном списке представлены высшие немецкие офицеры, попавшие в советский плен во время Великой Отечественной войны. Многие из них были осуждены за военные преступления, несколько вступили в антифашистский Национальный комитет «Свободная Германия».

## Список
| №   | ФИО                                                   | Звание | Должность (на момент пленения) | Дата пленения                              | Обстоятельства пленения | Дальнейшая судьба |
| --- | ----------------------------------------------------- | --- | --- | ------------------------------------------ | --- | --- |
| 1   | Адам, Вильгельм                                       | генерал-лейтенант в отставке                                                                                  | инспектор дорожно-транспортных войск в ОКХ 1939—1943 | 10.06.1945                                 | арестован в деревне Вермсдорф, округ Ошац, область Саксония | умер от сердечной астмы и брюшного тифа в спецгоспитале № 1563 (г. Тбилиси, Грузинская ССР) 04.11.1946 г. |
| 2   | Агрикола, Курт                                        | генерал-лейтенант в распоряжении сухопутных сил                                                               | с 12.1941 — комендант тыловых районов, с 08.1943 — губернатор Курска, с 18.04.1945 — в резерве командного состава ОКХ                                                                       | 9.05.1945                                  | взят в плен в г. Теплице (Чехословакия) | 16.11.1948 г. — осуждён за военные преступления военным трибуналом войск МВД Киевской области и приговорён к 25 годам исправительно-трудовых лагерей, передан властям ФРГ и освобождён 9.10.1955 г. |
| 3   | Альтрихтер, Фридрих                                   | генерал-лейтенант, доктор философии                                                                           | с 17.04.1945 командующий учебно-полевым корпусом «Центр» | 9.05.1945                                  | взят в плен в Чехословакии | 13.07.1948 г. — осуждён за военные преступления военным трибуналом войск МВД Ленинградской области и приговорён к 25 годам исправительно-трудовых лагерей, умер от декомпенсированного миокардита в отделении № 13 Карагандинского лагеря (село Бедаик, Карагандинская область, Казахская ССР) 10.12.1948 г. |
| 4   | Андерс, Карл                                          | генерал-майор                                                                                                 | с 8.01.1945 командир 88-й пехотной дивизии | 27.01.1945                                 | взят в плен у г. Глогау (Нижняя Силезия) | осуждён за военные преступления и приговорён к 25 годам исправительно-трудовых лагерей, передан властям ФРГ и освобождён 28.10.1955 г. |
| 5   | Андреас, Мориц                                        | генерал-лейтенант                                                                                             | инспектор района комплектования резервов г. Потсдам | 2.05.1945                                  | взят в плен | осуждён за военные преступления и приговорён к 25 годам исправительно-трудовых лагерей, передан властям ФРГ и освобождён в 1955 г. |
| 6   | Ангелис, Максимилиан де                               | генерал артиллерии                                                                                            | командующий 2-й танковой армией | 8.05.1945                                  | взят в плен американскими войсками, 4.04.1946 г. — передан югославским властям, 12.10.1948 г. — осуждён за военные преступления и приговорён к 20 годам заключения, 5.03.1949 г. — передан советским властям | 28.02.1952 г. — осуждён за военные преступления военным трибуналом войск МВД Московской области и приговорён к 25 годам исправительно-трудовых лагерей, по определению Верховного суда СССР от 19.04.1952 г. заключение в ИТЛ заменено тюремным заключением на тот же срок, передан австрийским властям и освобождён 11.10.1955 г. |
| 7   | Аренстоф, Ханс Адольф фон                             | генерал-майор                                                                                                 | командира 60-й моторизованной пехотной дивизии | 1.02.1943                                  | взят в плен в г. Сталинграде | умер в Сумском лагере военнопленных № 134 (село Бранцовка, Краснопольский район, Сумская область, Украинская ССР) 5.05.1952 г. |
| 8   | Арнинг, Карл Эдуард Фридрих                           | генерал-майор                                                                                                 | комендант обороны г. Мериш-Острау | 10.05.1945                                 | взят в плен у г. Прага | 26.05.1950 г. — осуждён за военные преступления военным трибуналом войск МВД Ленинградского округа и приговорён к 25 годам исправительно-трудовых лагерей, передан властям ФРГ и освобождён 8.10.1955 г. |
| 9   | Арнольд, Хуго                                         | генерал-майор люфтваффе                                                                                       | с 31.12.1943 в отставке | 31.08.1945                                 | арестован в г. Арнштадт | переведён в лагерь органов репатриации № 69 (г. Франкфурт-на-Одере, ГДР), передан властям ФРГ и освобождён 28.08.1949 г. |
| 10  | Арнсвальд, Вольф-Эренрайх фон                         | контр-адмирал                                                                                                 | комендант военно-морской обороны «Латвия» | 9.05.1945                                  | взят в плен в г. Лиепая | 29.06.1950 г. — осуждён за военные преступления военным трибуналом войск МВД Московского округа и приговорён к 25 годам исправительно-трудовых лагерей, передан властям ФРГ и освобождён 7.01.1956 г. |
| 11  | Аудёрш, Оскар                                         | генерал-майор дипломированный инженер                                                                         | командир 25-й танковой дивизии | 8.05.1945                                  | взят в плен американскими войсками, 16.05.1945 г. — передан советским властям в г. Фихтах | 20.05.1950 г. — осуждён за военные преступления военным трибуналом войск МВД Белорусского округа и приговорён к 25 годам исправительно-трудовых лагерей, передан властям ФРГ и освобождён 9.10.1955 г. |
| 12  | Бахер, Герман                                         | генерал-майор                                                                                                 | старший начальник 20-й саперной службы особого назначения | 9.05.1945                                  | взят в плен у г. Лоуни | 11.07.1948 г. — переведён в лагерь органов репатриации № 36 (г. Сигету-Мармацией, Румыния), передан австрийским властям и освобождён 27.07.1948 г. |
| 13  | Баль, Артур                                           | генерал-майор полиции                                                                                         | командир боевой группы «Баль» | 13.05.1945                                 | взят в плен | 2.08.1945 г. — передан американским властям, освобождён 30.03.1947 г. |
| 14  | Бамлер, Рудольф Карл Иоганнес                         | генерал-лейтенант                                                                                             | командир 12-й пехотной дивизии | 28.06.1944                                 | взят в плен в г. Могилёв (Белорусская ССР) | переведён в лагерь органов репатриации № 69 (г. Франкфурт-на-Одере ГДР), передан властям ГДР и освобождён 21.04.1950 г. |
| 15  | Барендс, Эрвин                                        | генерал-майор                                                                                                 | с 31.10.1942 в отставке | 28.04.1945                                 | арестован в г. Нойштрелиц | 27.06.1950 г. — осуждён за военные преступления военным трибуналом войск МВД Московской области и приговорён к 25 годам исправительно-трудовых лагерей, умер от кровоизлияния в мозг в Лежневском лагере военнопленных № 48 (село Чернцы, Лежневский район, Ивановская область) 29.03.1952 г. |
| 16  | Барлен, Карл                                          | генерал авиации                                                                                               | комендант охранной зоны «Словакия» | 9.05.1945                                  | взят в плен в г. Фрайштадт | 3.07.1950 г. — осуждён за военные преступления военным трибуналом войск МВД Московского округа и приговорён к 25 годам исправительно-трудовых лагерей, передан властям ФРГ и освобождён 7.10.1955 г. |
| 17  | Барт, Отто                                            | генерал-майор                                                                                                 | командир 21-й полевой дивизии Люфтваффе | 9.05.1945                                  | взят в плен у г. Тукумс | 12.07.1949 г. — осуждён за военные преступления военным трибуналом войск МВД Ростовской области и приговорён к 25 годам исправительно-трудовых лагерей, передан властям ФРГ и освобождён 11.10.1955 г. |
| 18  | Бассевитц-Бер, Георг Хеннинг фон                      | группенфюрер СС                                                                                               | высший руководитель СС и полиции военного округа X «Северное море» | 09.1945                                    | арестован британскими властями | предстал перед британским военным судом, заседавшим 18.03 — 3.05.1946 г. в доме профсоюза работников науки и просвещения в г. Гамбург, оправдан, 16.09.1947 г. — передaн советским властям приговорён к 25 годам исправительно-трудовых лагерей, умер в лагере у г. Магадан 31.02.1949 г. |
| 19  | Баур, Ганс                                            | группенфюрер СС                                                                                               | личный пилот Гитлера и начальник правительственной эскадрильи при штабе Рейхсфюрера СС | 2.05.1945                                  | взят в плен в г. Берлин (тяжело ранен) | 10.06.1945 г. в госпитале г. Познань (Польша) ампутирована правая нога, 31.05.1950 г. — осуждён за военные преступления военным трибуналом войск МВД Московского округа и приговорён к 25 годам исправительно-трудовых лагерей направлен в лагерь военнопленных № 388 в Сталиногорске, работал на шахте № 26, передан властям ФРГ и освобождён 8.10.1955 г. |
| 20  | Баурмайстер, Ганс Иоахим                              | генерал-майор                                                                                                 | старший командир 315-го артиллерийского управления | 8.05.1945                                  | взят в плен в г. Ренда | умер от сердечной недостаточности в Лежневском лагере военнопленных № 48 (село Чернцы, Лежневский район, Ивановская область) 22.02.1950 г. |
| 21  | Байер, Фридрих                                        | генерал-лейтенант                                                                                             | командир 153-й учебно-полевой дивизии | 10.10.1944                                 | взят в плен в г. Разград (Болгария) | 28.09.1949 г. — осуждён за военные преступления военным трибуналом войск МВД Новгородской области и приговорён к 25 годам исправительно-трудовых лагерей, умер от отёка лёгких, миокардиесклероза, нефросклероза в Лежневском лагере военнопленных № 48 (село Чернцы, Лежневский район, Ивановская область) 13.11.1953 г. |
| 22  | Бехлер, Гельмут Бернхард Франц                        | генерал-майор                                                                                                 | на лечении в резервном госпитале в г. Кёнигштейн | 06.1945                                    | арестован | в советском плену, вылетел на Запад 06.1948 г. |
| 23  | Беккер, Карл                                          | генерал-лейтенант                                                                                             | командир 253-й пехотной дивизии | 8.05.1945                                  | взят в плен у г. Прага | 28.06.1948 г. — осуждён за военные преступления военным трибуналом войск МВД Калининградской области и приговорён к 25 годам исправительно-трудовых лагерей, передан властям ФРГ и освобождён 12.10.1955 г. |
| 24  | Беккер, Хельмут                                       | бригадефюрер СС                                                                                               | командир 3-й танковой дивизии СС «Мертвая голова» | 9.05.1945                                  | взят в плен американскими войсками | 10.05.1945 г. — передан советским властям в г. Цветль-Нидерэстеррайх, предстал перед военным трибуналом войск МВД Киевского военного округа, заседавшим 23 — 29.11.1947 г. в г. Полтава (Украинская ССР), осуждён за военные преступления и приговорён к 25 годам исправительно-трудовых лагерей, 9.09.1952 г. — осуждён за саботаж строительных работ военным трибуналом Донского военного округа и приговорён к высшей мере наказания, расстрелян 28.02.1953 г. |
| 25  | Беренс, Вильгельм                                     | генерал-лейтенант                                                                                             | в отставке | 25.04.1946                                 | арестован в г. Каменц | 19.10.1949 г. — переведён в лагерь органов репатриации № 69 (г. Франкфурт-на-Одере), передан властям ФРГ и освобождён 20.10.1949 г. |
| 26  | Белов, Герд-Пауль фон                                 | генерал-майор резерва                                                                                         | командир 615-го дивизионного штаба специального назначения | 9.05.1945                                  | взят в плен в г. Мельник | 24.05.1950 г. — осуждён за военные преступления военным трибуналом войск МВД Ленинградского военного округа и приговорён к 25 годам исправительно-трудовых лагерей, умер от упадка сердечно-сосудистой деятельности в Лежневском лагере военнопленных № 48 (село Чернцы, Лежневский район, Ивановская область) 8.12.1953 г. |
| 27  | Бентивиньи, Франц Эккард фон                          | генерал-лейтенант                                                                                             | командир 81-й пехотной дивизии | 8.05.1945                                  | взят в плен в Латвии | 9.02.1952 г. — осуждён за военные преступления военным трибуналом войск МВД Московского округа и приговорён к 25 годам исправительно-трудовых лагерей, передан властям ФРГ и освобождён 9.10.1955 г. |
| 28  | Беркен, Вернер                                        | генерал-лейтенант                                                                                             | командир 558-й народно-гренадерской дивизии | 28.04.1945                                 | взят в плен в г. Данциг | 20.05.1949 г. — осуждён за военные преступления военным трибуналом войск МВД Минской области и приговорён к 25 годам исправительно-трудовых лагерей, передан властям ФРГ и освобождён 6.10.1955 г. |
| 29  | Бергер, Лотар                                         | генерал-майор                                                                                                 | командир 75-й пехотной дивизии | 8.05.1945                                  | взят в плен советскими войсками | 11.1945 г. — передан британским властям, освобождён 07.1946 г. |
| 30  | Бернард, Курт                                         | генерал-лейтенант                                                                                             | в отставке | 4.12.1945                                  | арестован в г. Лейпциг | передан властям ФРГ и освобождён 24.10.1949 г. |
| 31  | Бернер, Эрхард                                        | генерал-майор                                                                                                 | командир 76-й пехотной дивизии | 10.05.1945                                 | взят в плен в г. Немецки Брод | 29.06.1950 г. — осуждён за военные преступления военным трибуналом войск МВД Московской области и приговорён к 25 годам исправительно-трудовых лагерей, передан властям ФРГ и освобождён 10.10.1955 г. |
| 32  | Бернхард, Фридрих-Густав                              | генерал-лейтенант                                                                                             | комендант 532-го тылового района 9-й армии | 8.05.1945                                  | взят в плен | предстал перед военным трибуналом войск МВД Московского округа, заседавшим 25 — 29.12.1945 г. в гарнизонном Доме офицеров г. Брянск, осуждён за военные преступления и приговорён к высшей мере наказания, повешен на Театральной площади г. Брянск 30.12.1945 г. |
| 33  | Бертрам, Оскар                                        | генерал-лейтенант люфтваффе                                                                                   | в отставке | 22.04.1945                                 | взят в плен в селении Шлёбен | 6.06.1950 г. — осуждён военным трибуналом войск МВД Московского округа и приговорён к 25 годам исправительно-трудовых лагерей, передан властям ФРГ и освобождён 7.10.1955 г. |
| 34  | Бетке, Ганс                                           | генерал-майор ветеринарной службы                                                                             | начальник ветеринарной службы 16-й армии | 9.05.1945                                  | взят в плен в г. Ренда | 26.05.1950 г. — осуждён за военные преступления военным трибуналом войск МВД Ленинградского округа и приговорён к 25 годам исправительно-трудовых лагерей, передан властям ФРГ и освобождён 7.10.1955 г. |
| 35  | Бибер, Мартин                                         | генерал-майор                                                                                                 | командир 271-й народно-гренадёрской дивизии | 13.05.1945                                 | взят в плен у г. Немецки Брод | 19.07.1949 г. — осуждён за военные преступления военным трибуналом войск МВД Минской области и приговорён к 25 годам исправительно-трудовых лагерей, передан властям ФРГ и освобождён 7.10.1955 г. |
| 36  | Билер, Эрнст                                          | генерал-майор                                                                                                 | комендант укреплённого района «Франкфурт-на-Одере» | 28.04.1945                                 | взят в плен раненный у деревни Хальбе | 3.06.1950 г. — осуждён за военные преступления военным трибуналом войск МВД Московского военного округа и приговорён к 25 годам исправительно-трудовых лагерей, передан властям ФРГ и освобождён 7.10.1955 г. |
| 37  | Биндзейл, Эрнст                                       | контр-адмирал                                                                                                 | офицер для особых поручений в отставке | 2.11.1945                                  | арестован | умер в спецлагере НКВД № 7 «Захсенхаузен», близ г. Ораниенбург 5.03.1947 г. |
| 38  | Бломейер, Карл                                        | генерал-майор                                                                                                 | инспектор фольксштурма в области Бранденбург | 17.06.1946                                 | арестован | освобождён 18.01.1950 г. |
| 39  | Блюмке, Фридрих                                       | генерал-майор посмертно с 20.09.1944                                                                          | командира 257-й пехотной дивизии | 24.08.1944                                 | взят в плен тяжело раненный во время бомбардировки советской авиации у г. Тирасполь (Молдавская ССР) | умер от ран в лагере военнопленных близ г. Одесса (Украинская ССР) 4.09.1944 г. |
| 40  | Бок, Макс                                             | генерал пехоты                                                                                                | в отставке | 1.09.1945                                  | арестован | умер при перевозке военнопленных в г. Брест (Белорусская ССР) 12.11.1945 г. |
| 41  | Бёк-Беренс, Ганс                                      | генерал-лейтенант                                                                                             | командир 32-й пехотной дивизии | 8.05.1945                                  | взят в плен на Хельской косе | 24.07.1950 г. — осуждён за военные преступления военным трибуналом войск МВД Московской области и приговорён к 25 годам исправительно-трудовых лагерей, умер от инфаркта миокарда в Лежневском лагере военнопленных № 48 (село Чернцы, Лежневский район, Ивановская область) 13.02.1955 г. |
| 42  | Бёге, Эренфрид                                        | генерал пехоты                                                                                                | командующий 18-й армией | 9.05.1945                                  | взят в плен в Латвии | 12.01.1949 г. — осуждён за военные преступления военным трибуналом войск МВД Московской области и приговорён к 25 годам исправительно-трудовых лагерей, передан властям ФРГ и освобождён 6.10.1955 г. |
| 43  | Бёме, Герман                                          | генерал-лейтенант                                                                                             | командир 73-й пехотной дивизии | 13.05.1944                                 | взят в плен в каземате бывшей 35-й батареи береговой артиллерии на мысе Херсонес (Крымский полуостров), | 22.06.1950 г. — осуждён за военные преступления военным трибуналом войск МВД Московского округа и приговорён к 25 годам исправительно-трудовых лагерей, передан властям ФРГ и освобождён 6.10.1955 г. |
| 44  | Бёнигк, Оскар фон                                     | генерал-майор, барон                                                                                          | в отставке | 13.11.1945                                 | арестован | умер в спецлагере НКВД № 5 Кечендорф, близ г. Фюрстенвальде-на-Шпрее, 30.01.1946 г. |
| 45  | Бёссер, Карл                                          | генерал-майор                                                                                                 | в отставке | 17.05.1945                                 | арестован советскими властями, пропал без вести | постановлением окружного суда района Шарлоттенбург г. Берлин от 12.03.1962 г. объявлен умершим 31.12.1945 г. |
| 46  | Бётхер, Герман                                        | генерал-лейтенант                                                                                             | комендант г. Глац | 10.05.1945                                 | взят в плен в г. Яромерж | 17.06.1949 г. — осуждён за военные преступления военным трибуналом войск МВД Витебской области и приговорён к 25 годам исправительно-трудовых лагерей, передан властям ФРГ и освобождён 7.10.1955 г. |
| 47  | Боген, Эрих фон                                       | генерал-лейтенант                                                                                             | командир 302-й пехотной дивизии | 26.08.1944                                 | 16.09.1949 г. — осуждён за военные преступления военным трибуналом войск МВД Одесской области и приговорён к 25 годам исправительно-трудовых лагерей, передан властям ФРГ и освобождён 6.10.1955 г.          | |
| 48  | Больтенштерн, Вальтер Хуго Туров фон                  | генерал-лейтенант                                                                                             | в отставке | 10.09.1945                                 | арестован в г. Эрфурт | 6.06.1950 г. — осуждён за военные преступления военным трибуналом войск МВД Московского округа и приговорён к 25 годам исправительно-трудовых лагерей, умер от сепсиса после операции гнилостной флегмоны в Лежневском лагере военнопленных № 48 (село Чернцы, Лежневский район, Ивановская область) 19.01.1952 г. |
| 49  | Больце, Артур                                         | генерал-лейтенант                                                                                             | в отставке | 3.06.1946                                  | арестован в г. Дрезден | 24.09.1949 г. — переведён в лагерь органов репатриации № 69 (г. Франкфурт-на-Одере, Восточная (советская) зона оккупации Германии), передан властям ФРГ и освобождён 24.09.1949 г. |
| 50  | Бордин, Адольф                                        | генерал-лейтенант                                                                                             | комендант укреплённого района «Нижняя Силезия» | 9.05.1945                                  | взят в плен в г. Мельник | 10.07.1950 г. — осуждён за военные преступления военным трибуналом войск МВД Московской области и приговорён к 25 годам исправительно-трудовых лагерей, передан властям ФРГ и освобождён 11.10.1955 г. |
| 51  | Борман, Эрнст                                         | генерал-майор люфтваффе доктор-инженер                                                                        | командир аэродромного узла 5/VIII | 11.05.1945                                 | взят в плен в Чехословакии | 8.06.1950 г. — осуждён за военные преступления военным трибуналом войск МВД Московской области и приговорён к 25 годам исправительно-трудовых лагерей, передан властям ФРГ и освобождён 9.10.1955 г. |
| 52  | Борне, Курт фон дем                                   | вице-адмирал                                                                                                  | в отставке | 16.10.1945                                 | арестован СМЕРШ в г. Берлин | 27.12.1945 г. — осуждён за военные преступления военным трибуналом гарнизона г. Берлин и приговорён к высшей мере наказания, расстрелян 31.01.1946 г. |
| 53  | Бранденштайн, Отто Ганс Карл фон                      | генерал-лейтенанта почётное звание, барон                                                                     | в отставке | 8.05.1945                                  | взят в плен | расстрелян в имении Грамбов, округ Гольдберг, область Мекленбург 8.05.1945 г. |
| 54  | Брандт, Артур                                         | генерал-майор люфтваффе                                                                                       | генерал для особых поручений при командующем германскими ВВС в Румынии | 28.08.1944                                 | взят в плен у г. Брашов | переведён в лагерь органов репатриации № 69 г. Франкфурт-на-Одере, Восточная (советская) зона оккупации Германии, освобождён 16.09.1948 г. |
| 55  | Брауер, Иоганнес-Оскар                                | генерал-майор                                                                                                 | командир 207-го дивизионного штаба особого назначения | 7.05.1945                                  | взят в плен в Латвии | 12.12.1949 г. — осуждён за военные преступления военным трибуналом войск МВД Новгородской области и приговорён к 25 годам исправительно-трудовых лагерей, передан властям ФРГ и освобождён 7.10.1955 г. |
| 56  | Браунер фон Гайдринген, Йозеф                         | генерал-лейтенант                                                                                             | комендант 531-го тылового района | 10.05.1945                                 | взят в плен в г. Часлав | 3.06.1949 г. — осуждён за военные преступления военным трибуналом войск МВД Сталинской области и приговорён к 25 годам исправительно-трудовых лагерей, умер от кардиосклероза, атеросклероза, сердечно-сосудистой декомпенсации в спецгоспитале № 1893 (посёлок Талица, г. Первоуральск, Свердловская область) 27.04.1953 г. |
| 57  | Бредов, Хассо фон                                     | контр-адмирал                                                                                                 | в отставке | 13.05.1945                                 | арестован в г. Свинемюнде | 3.07.1948 г. — осуждён за военные преступления Особым совещанием при министре государственной безопасности СССР и приговорён к 25 годам исправительно-трудовых лагерей, передан властям ФРГ и освобождён 27.12.1953 г. |
| 58  | Бремер, Вальтер                                       | генерал-майор                                                                                                 | комендант г. Берлин | 7.05.1945                                  | добровольно явился в комендатуру района Целендорф и сдался в плен | 6.05.1949 г. — осуждён за военные преступления военным трибуналом войск МВД Курской области и приговорён к 25 годам исправительно-трудовых лагерей, передан властям ФРГ и освобождён 9.10.1955 г. |
| 59  | Брейт, Фридрих                                        | генерал-лейтенант                                                                                             | командир 4-й горной дивизии | 9.05.1945                                  | взят в плен в г. Немецки Брод | 3.06.1950 г. — осуждён за военные преступления военным трибуналом войск МВД Московской области и приговорён к 25 годам исправительно-трудовых лагерей, передан властям ФРГ и освобождён 6.10.1955 г. |
| 60  | Брейтгаупт , Иоахим                                   | генерал-майор люфтваффе                                                                                       | в отставке | 28.05.1945                                 | арестован в г. Берлин | 28.08.1949 г. — переведён в лагерь органов репатриации № 69 (г. Франкфурт-на-Одере, Восточная (советская) зона оккупации Германии, передан властям ФРГ и освобождён 28.08.1949 г. |
| 61  | Беккерле, Адольф Гейнц                                | Обергруппенфюрер СА                                                                                           | германский посол в Болгарии | 18.9.1944                                  | арестован советскими войсками в Свиленграде, Болгария | Особым совещанием при МГБ СССР был осуждён за военные преступления и приговорён к 25 годам исправительно-трудовых лагерей. 13.10.1955 в качестве не амнистированного преступника передан властям ФРГ и освобождён |
| 62  | Брекенфельд, Фридрих Вильгельм                        | генерал-гауптфюрер Германского Красного Креста                                                                | начальник 3-го территориального управления Германского Красного Креста в Берлине и провинции Бранденбург                                                                                    | 30.04.1945                                 | взят в плен советскими войсками в Берлине | |
| 63  | Бройзинг, Геро                                        | генерал-майор                                                                                                 | комендант г. Лицманштадт | 19.01.1945                                 | взят в плен советскими войсками | |
| 64  | Брюккер, Отто Герман Адольф                           | генерал-лейтенант                                                                                             | командир 6-й пехотной дивизии | 8.05.1945                                  | взят в плен в г. Писек | 31.12.1949 г. — осуждён за военные преступления военным трибуналом войск МВД Одесской области и приговорён к 25 годам исправительно-трудовых лагерей, передан властям ФРГ и освобождён 8.10.1955 г. |
| 65  | Буркхардт, Карл                                       | генерал-лейтенант                                                                                             | начальник 593-го тылового района группы армий «Юг», военный комендант Киева | 11.09.1944                                 | взят в плен у г. Брэила | предстал перед военным трибуналом Киевского военного округа, заседавшим 17 — 28.01.1946 г. в доме офицеров Красной Армии, осуждён за военные преступления и приговорён к высшей мере наказания, повешен на площади Калинина в г. Киев (Украинская ССР) 29.01.1946 г. |
| 66  | Буш, Ганс                                             | генерал-майор люфтваффе                                                                                       | военно-экономический офицер в Румынии | 25.08.1944                                 | взят в плен в г. Бухарест | 6.06.1950 г. — осуждён за военные преступления военным трибуналом войск МВД Московского округа и приговорён к 25 годам исправительно-трудовых лагерей, умер в Лежневском лагере военнопленных Nо 48 (село Чернцы, Лежневский район, Ивановская область) 20.07.1951 г. |
| 67  | Бушенхаген, Эрих Отто Людвиг                          | генерал от инфантерии                                                                                         | командир 52-го армейского корпуса | 4.09.1944                                  | 22.06.1950 г. — осуждён за военные преступления военным трибуналом войск МВД Московской области и приговорён к 25 годам исправительно-трудовых лагерей, передан властям ФРГ и освобождён 8.10.1955 г.        | |
| 68  | Бушенхаген, Вальтер                                   | генерал-интендант                                                                                             | начальник интендантской службы 20-го военного округа | 30.07.1945                                 | арестован в г. Якобсдорф | переведён в лагерь органов репатриации № 69 г. Франкфурт-на-Одере, передан властям ФРГ и освобождён 19.10.1949 г. |
| 69  | Вальденфельс, Рудольф Отто Ганс фон                   | генерал-лейтенант, барон                                                                                      | командир 6-й танковой дивизии | 8.05.1945                                  | взят в плен у г. Брно | осуждён за военные преступления и приговорён к 25 годам исправительно-трудовых лагерей, передан властям ФРГ и освобождён в октябре 1955 г. |
| 70  | Вальтер, Эрих                                         | генерал-майор люфтваффе                                                                                       | командир 2-й парашютной панцер-гренадёрской дивизии «Герман Гёринг» | 8.05.1945                                  | взят в плен советскими войсками | умер в спецлагере НКВД № 2 «Бухенвальд» 26.12.1947 г. |
| 71  | Вальтер, Карл                                         | генерал-майор медицинской службы                                                                              | главный эпидемиолог и начальник медицинской службы командования армии «Норвегия» | с апреля по июнь 1945 в американском плену | 19.10.1945 арестован органами военной контрразведки СМЕРШ в Лейпциге | передан властям ФРГ и освобождён 28.08.1949 г. |
| 72  | Вальц, Франц Йозеф                                    | генерал-лейтенант люфтваффе                                                                                   | в отставке | май 1945                                   | взят в плен советскими войсками | В 1945 г. передан польским властям. 18.12.1945 умер в плену г. Вроцлав |
| 73  | Вандерслебен, Вальтер                                 | генерал-штабс-интендант                                                                                       | в резерве командного состава ОКХ | 15.05.1945                                 | взят в плен в г. Карлсбад | передан властям ФРГ и освобождён 24.09.1949 г. |
| 74  | Вангенхайм, Эберхард фон барон                        | генерал-майор люфтваффе                                                                                       | в отставке | 25.10.1945                                 | арестован органами военной контрразведки СМЕРШ | умер в спецлагере НКВД № 7 «Захсенхаузен» 25.01.1947 г. |
| 75  | Вебер, Готтфрид Людвиг                                | генерал-лейтенант                                                                                             | вр.и.д. командира 16-го армейского корпуса | 9.05.1945                                  | взят в плен у г. Тукумс | 9.12.1949 г. — осуждён за военные преступления военным трибуналом войск МВД Минской области и приговорён к 25 годам исправительно-трудовых лагерей, передан властям ФРГ и освобождён 9.10.1955 г. |
| 76  | Вебер, Отто                                           | генерал-майор                                                                                                 | начальник армейской военной школы 17-й армии | 9.05.1945                                  | взят в плен в г. Писек | 8.05.1950 г. — осуждён за военные преступления военным трибуналом войск МВД Белорусского округа и приговорён к 25 годам исправительно-трудовых лагерей, передан властям ФРГ и освобождён 9.10.1955 г. |
| 77  | Вих, Ганс фон                                         | генерал-майор люфтваффе                                                                                       | начальник связи командования 8-й авиационной области | 9.05.1945                                  | взят в плен в г. Карлсбад | репатриирован в ГДР 16.09.1948 г. |
| 78  | Вейдлинг, Гельмут                                     | генерал артиллерии                                                                                            | командир 56-го танкового корпуса и одновременно комендант обороны г. Берлин | 2.05.1945                                  | взят в плен в г. Берлин | 27.02.1952 г. — осуждён за военные преступления военным трибуналом войск МВД Московского округа и приговорён к 25 годам исправительно-трудовых лагерей, умер от сердечной недостаточности в тюрьме № 2 г. Владимир 17.11.1955 г. |
| 79  | Вайнер, Георг                                         | генерал-майор люфтваффе                                                                                       | дипломированный инженер, в отставке | 4.10.1945                                  | арестован органами военной контрразведки СМЕРШ в г. Гроссенхайн | передан властям ФРГ и освобождён 26.09.1949 г. |
| 80  | Вайнкнехт, Фридрих Август                             | генерал-лейтенант                                                                                             | командир 79-й пехотной дивизии | 29.08.1944                                 | взят в плен в г. Яссы | В 1949 г. военным трибуналом войск МВД Курской области был осуждён за военные преступления и приговорён к 25 годам исправительно-трудовых лагерей. 6.10.1955 в качестве не амнистированного преступника передан властям ФРГ и освобождён. |
| 81  | Велькер, Карл                                         | генерал-майор                                                                                                 | командир 7-го артиллерийского управления | 12.05.1945                                 | взят в плен в г. Карлсбад | 22.06.1950 г. — осуждён за военные преступления военным трибуналом войск МВД Киевского округа и приговорён к 25 годам исправительно-трудовых лагерей, передан властям ФРГ и освобождён 12.10.1955 г. |
| 82  | Вертер, Фридрих                                       | генерал-майор                                                                                                 | комендант береговых укреплений г. Рига | 9.05.1945                                  | взят в плен у г. Тукумс | предстал перед военным трибуналом Прибалтийского военного округа, заседавшим 26.01 — 3.02.1946 г. в г. Рига (Латвийская ССР), осуждён за военные преступления и приговорён к высшей мере наказания, повешен на площади Узварас (Победы) 3.02.1946 г. |
| 83  | Вейер, Петер                                          | генерал артиллерии                                                                                            | в отставке | 14.12.1945                                 | арестован органами военной контрразведки СМЕРШ в г. Лейпциг | умер от декомпенсированного порока сердца в спецгоспитале № 1762 (г. Франкфурт-на-Одере, Восточная (советская) зона оккупации Германии) 14.06.1947 г. |
| 84  | Виндиш, Алоиз                                         | генерал-майор                                                                                                 | командир специального штаба группы армий «Ф» | 9.5.1945                                   | взят в плен американскими войсками в Зуммерау, Верхний Дунай (Австрия) | 9.05.1945 г. — передан советским властям в г. Бад-Леонфельден, 5.07.1945 г. — передан югославским властям, осуждён за военные преступления и приговорён смертной казни через расстрел, смертный приговор заменён на 20 лет заключения, передан австрийским властям и освобождён 30.06.1952 г. |
| 85  | Винклер, Герман                                       | генерал-лейтенант                                                                                             | командир 153-й учебно-полевой дивизии | 9.05.1945                                  | взят в плен в г. Йиглава | предстал перед военным трибуналом Одесского военного округа, заседавшим 10 — 17.01.1946 г. в Театре юного зрителя г. Николаев, признан виновным в причастности к уничтожению 65 тыс. мирных жителей, осуждён за военные преступления и приговорён к высшей мере наказания, повешен на Базарной площади в г. Николаев (Украинская ССР) 17.01.1946 г. |
| 86  | Винтергерст, Карл                                     | генерал-лейтенант                                                                                             | старший командир 304-го артиллерийского управления 17-й армии | май 1945                                   | взят в плен американскими войсками в г. Писек | передан советским властям, пропал без вести |
| 87  | Виттинг, Вальтер                                      | генерал-лейтенант люфтваффе                                                                                   | в отставке | 6.11.1945                                  | арестован органами военной контрразведки СМЕРШ | умер в спецлагере НКВД № 1 близ г. Мюльберг-на-Эльбе 19.02.1947 г. |
| 88  | Витцель, Карл Эрнст                                   | генерал-адмирал                                                                                               | в отставке | 8.05.1945                                  | взят в плен в г. Берлин | 29.07.1950 г. — осуждён за военные преступления военным трибуналом войск МВД Московской области приговорён к 25 годам исправительно-трудовых лагерей, передан властям ФРГ и освобождён 7.10.1955 г. |
| 89  | Вольфштиг, Фридрих доктор                             | генерал-майор полиции                                                                                         | командующий полицией порядка 3-го военного округа | 25.04.1945                                 | взят в плен в г. Берлин | 5.02.1949 г. — осуждён за военные преступления военным трибуналом войск МВД Московской области и приговорён к 25 годам исправительно-трудовых лагерей, умер от апоплексии в лагерном пункте № 16 особого лагеря № 3 (Дубравлаг, посёлок Явас, Зубово-Полянский район, Мордовская АССР) 9.06.1950 г. |
| 90  | Войташ, Курт                                          | генерал-лейтенант                                                                                             | в отставке | 2.05.1945                                  | взят в плен в г. Берлин | передан властям ФРГ и освобождён 19.10.1949 г. |
| 91  | Вробель, Карл Эмиль                                   | генерал-арц (генерал-майор медицинской службы) полиции                                                        | старший врач полиции г. Берлин | 2.05.1945                                  | взят в плен в г. Берлин | умер от остеосаркомы и цирроза печени в спецгоспитале № 3840 (г. Шуя, Ивановская область) 2.10.1949 г. |
| 92  | Вульц, Ганс                                           | генерал-майор                                                                                                 | начальник 144-го артиллерийского управления, начальник артиллерии 4-го армейского корпуса                                                                                                   | 30.01.1943                                 | взят в плен в г. Сталинград | освобождён и репатриирован в Восточную (советскую) зону оккупации Германии 16.09.1948 г. |
| 93  | Вутман, Рольф                                         | генерал артиллерии                                                                                            | командир 9-го армейского корпуса, с 20.4.1945 начальник гарнизона о. Борнхольм, Дания | 9.05.1945                                  | взят в плен на острове Борнхольм | 9.07.1949 г. — осуждён за военные преступления военным трибуналом войск МВД Минской области и приговорён к 25 годам исправительно-трудовых лагерей, передан властям ФРГ и освобождён 9.10.1955 г. |
| 94  | Веземанн, Ганс                                        | генераларбайтсфюрер                                                                                           | начальник 39-го трудового округа РАД | 1945                                       | взят в плен советскими войсками | |
| 95  | Гадов, Рейнольд                                       | контр-адмирал                                                                                                 | в отставке |                                            | арестован органами военной контрразведки СМЕРШ | умер в спецлагере НКВД Nо 7 «Захсенхаузен» осень 1946 г. |
| 96  | Гедике, Фриц                                          | генерал-майор                                                                                                 | командир 203-й пехотной дивизии | 10.05.1945                                 | взят в плен на Хельской косе | 19.10.1949 г. — переведён в лагерь органов репатриации № 69 г. Франкфурт-на-Одере, освобождён 21.10.1949 г. |
| 97  | Гаузе, Альфред                                        | генерал-лейтенант                                                                                             | вр.и.д. командира 2-го армейского корпуса | 9.05.1945                                  | взят в плен у г. Скрунда | 24.07.1950 г. — осуждён за военные преступления войск МВД Московского округа и приговорён к 25 годам исправительно-трудовых лагерей, передан властям ФРГ и освобождён 9.10.1955 г. |
| 98  | Гебб, Вернер Генрих                                   | генерал-майор                                                                                                 | командир 9-й пехотной дивизии | 25.08.1944                                 | взят в плен в г. Тирасполь | 18.02.1949 г. — осуждён за военные преступления военным трибуналом войск МВД Краснодарского края и приговорён к 25 годам исправительно-трудовых лагерей, умер от тромбоза сосудов мозга в лагерном отделении Nо 6 режимного лагеря военнопленных Nо 476 (г. Асбест, Свердловская область) 12.08.1952 г. |
| 99  | Гейгер, Франц                                         | генерал-лейтенант                                                                                             | в резерве командного состава ОКХ, при штабе группы армий «Центр» | 8.05.1945                                  | взят в плен в Чехословакии | пропал без вести, объявлен умершим 31.12.1945 г. |
| 100 | Гейслер , Эрих                                        | генерал-майор                                                                                                 | командир 78-й народно-штурмовой дивизии | 8.05.1945                                  | взят в плен | 1950 г. — осуждён за военные преступления и приговорён к 25 годам исправительно-трудовых лагерей, передан властям ФРГ и освобождён 6.10.1955 г. |
| 101 | Гемпп, Фридрих                                        | генерал-майор                                                                                                 | в отставке | 10.08.1946                                 | арестован | умер от паралича сердца в больнице Бутырской тюрьмы (г. Москва) 21.04.1947 г. |
| 102 | Жене, Пауль                                           | генерал-майор                                                                                                 | в отставке | 2.05.1945                                  | взят в плен в г. Берлин | покончил жизнь самоубийством в спецгоспитале Nо 3840 (г. Шуя, Ивановская область) 7.03.1948 г. |
| 103 | Генте, Фридрих                                        | генерал-лейтенант                                                                                             | в отставке | 20.11.1945                                 | арестован органами военной контрразведки СМЕРШ | умер в спецлагере НКВД Nо 1 близ г. Мюльберг-на-Эльбе 26.01.1946 г. |
| 104 | Герлах, Эрвин                                         | генерал-майор                                                                                                 | генерал для особых поручений при штабе 1-й танковой армии | 9.05.1945                                  | взят в плен в г. Польна | 12.12.1949 г. — осуждён за военные преступления военным трибуналом войск МВД Новгородской области и приговорён к 25 годам исправительно-трудовых лагерей, передан властям ФРГ и освобождён 9.10.1955 г. |
| 105 | Герсдорф, Курт-Ульрих фон                             | генерал-майор                                                                                                 | начальник штаба 16-й армии | 9.05.1945                                  | взят в плен в Латвии | 3.12.1949 г. — осуждён за военные преступления военным трибуналом войск МВД Латвийской ССР и приговорён к 25 годам исправительно-трудовых лагерей, передан властям ФРГ и освобождён 6.10.1955 г. |
| 106 | Герштенберг, Альфред                                  | генерал-лейтенант люфтваффе                                                                                   | командующий германских ВВС в Румынии и одновременно атташе ВВС в г. Бухарест | 28.08.1944                                 | арестован румынскими коммунистами | 1.09.1944 г. — передан советским властям, 20.08.1951 г. — арестован, 20.02.1952 г. — осуждён военным трибуналом войск МВД Московского округа и приговорён к 25 годам исправительно-трудовых лагерей, передан властям ФРГ и освобождён 12.10.1955 г. |
| 107 | Гейзо, Экхард фон                                     | генерал-майор                                                                                                 | командир 193-й пехотной дивизии | 9.05.1945                                  | взят в плен чехословацкими войсками | 13.05.1945 г. — передан советским властям, 17.12.1949 г. — осуждён за военные преступления военным трибуналом войск МВД Новгородской области и приговорён к 25 годам исправительно-трудовых лагерей, передан властям ФРГ и освобождён 8.10.1955 г. |
| 108 | Гизе, Карл Ганс                                       | генерал-майор                                                                                                 | командир 205-й пехотной дивизии | 10.05.1945                                 | взят в плен в Латвии | 21.04.1950 г. — переведён в лагерь органов репатриации Nо 69 г. Франкфурт-на-Одере, передан властям ФРГ и освобождён 21.04.1950 г. |
| 109 | Гир, Густав                                           | генерал-майор                                                                                                 | командир 707-й пехотной дивизии | 27.06.1944                                 | взят в плен у г. Бобруйск | 30.12.1949 г. — осуждён за военные преступления военным трибуналом войск МВД Краснодарского края и приговорён к 25 годам исправительно-трудовых лагерей, передан властям ФРГ и освобождён 12.10.1955 г. |
| 110 | Гинкель, Оскар ван                                    | генерал-лейтенант                                                                                             | комендант 583-го тылового района | 10.05.1945                                 | взят в плен в Латвии | 26.05.1949 г. — осуждён за военные преступления военным трибуналом войск МВД Ленинградской области и приговорён к 25 годам исправительно-трудовых лагерей, умер от паралича сердца в стационаре лагпункта Nо 61 Воркутинского исправительно-трудового лагеря (г. Воркута, Коми АССР) 14.11.1949 г. |
| 111 | Гёрум, Курт                                           | группенфюрер СС и генерал-лейтенант полиции                                                                   | высший руководитель полиции порядка (ОРПО) в Берлине | 2.05.1945                                  | арестован СМЕРШ в г. Берлин | умер в плену 11.05.1953 г. |
| 112 | Гёшен, Александр                                      | генерал-лейтенант                                                                                             | комендант 550-го тылового района 17-й армии | 8.05.1945                                  | взят в плен у г. Мельник | 28.10.1948 г. — осуждён за военные преступления военным трибуналом войск МВД Киевского округа и приговорён к 25 годам исправительно-трудовых лагерей, передан властям ФРГ и освобождён 12.10.1955 г. |
| 113 | Гёттинг, Фридрих                                      | вице-адмирал                                                                                                  | в отставке | май 1945                                   | арестован | 3.01.1946 г. (умер в плену) |
| 114 | Гольвитцер, Фридрих Вильгельм                         | генерал от инфантерии                                                                                         | командир 53-го армейского корпуса | 28.06.1944                                 | взят в плен у г. Витебск | предстал перед военным трибуналом Прибалтийского военного округа, заседавшим 29.11 — 3.12.1947 г. в городском театре г. Витебск (Белорусская ССР), осуждён за военные преступления и приговорён к 25 годам исправительно-трудовых лагерей, передан властям ФРГ и освобождён 6.10.1955 г. |
| 115 | Готшальк, Фридрих Карл                                | генерал-майор                                                                                                 | командир 540-й дивизии особого назначения | 9.05.1945                                  | взят в плен американскими войсками | 10.05.1945 г. — передан советским властям в г. Бернартице (Bernartice, Чехословакия), 12.10.1950 г. — передан чехословацким властям, предстал перед Государственным судом, заседавшим 23 — 26.08.1951 г. в г. Прага, осуждён за военные преступления и приговорён к смертной казни, 27.08.1951 г. — исполнение приговор отложено до сентября 1953 г., 14.10.1953 г. — помилован президентом республики и приговорён к пожизненному заключению, 1955 г. — по амнистии приговор изменён на 20 лет лишения свободы, передан властям ФРГ и освобождён в 1960 г.          |
| 116 | Грахег, Густав                                        | генерал-майор                                                                                                 | в отставке | 13.05.1945                                 | арестован советскими властями | пропал без вести |
| 117 | Грисбах, Франц                                        | генерал-майор                                                                                                 | в резерве командного состава ОКХ, на лечении в госпитале в г. Бранденбург-на-Хафеле | 27.04.1945                                 | взят в плен в госпитале | 19.10.1949 г. — переведён в лагерь органов репатриации Nо 69 г. Франкфурт-на-Одере, передан властям ФРГ и освобождён 21.10.1949 г. |
| 118 | Гроте, Герман-Эрнст                                   | генерал-майор                                                                                                 | командир 1-й народной миномётной бригады | 9.05.1945                                  | взят в плен на Хельской косе | 22.06.1950 г. — осуждён за военные преступления военным трибуналом войск МВД Московского округа и приговорён к 25 годам исправительно-трудовых лагерей, передан властям ФРГ и освобождён 6.10.1955 г. |
| 119 | Грунер, Эрих                                          | генерал-майор                                                                                                 | командир 111-й пехотной дивизии | 12.05.1944                                 | взят в плен на мысе Херсонес | умер от ран в 491-м хирургическом полевом госпитале Отдельной Приморской армии (село Албат, Фотисальский район, Крымский полуостров) 24.05.1944 г. |
| 120 | Гюнтер, Эрнст                                         | генерал-штабс-арц генерал-лейтенант медицинской службы                                                        | в отставке | 8.06.1946                                  | арестован в г. Оберфрона | переведён в лагерь органов репатриации Nо 69 г. Франкфурт-на-Одере, освобождён 19.10.1949 г. |
| 121 | Гундерлох, Рудольф                                    | генерал-штабс-арц генерал-лейтенант медицинской службы                                                        | в отставке | 1945                                       | арестован | Освобождён в 1950 г. |
| 122 | Гузе, Гюнтер                                          | адмирал | в отставке | 30.03.1945                                 | взят в плен | умер в особой тюрьме МВД СССР Nо 2 («Владимирский централ», г. Владимир) 6.05.1953 г. |
| 123 | Дальман, Рейнольд                                     | генерал-майор                                                                                                 | в отставке | апрель 1945                                | взят в плен советскими войсками | пропал без вести, постановлением окружного суда г. Ольденбург от 2.04.1952 г. объявлен умершим 31.12.1945 г. |
| 124 | Даниэльс, Александр фон                               | генерал-лейтенант                                                                                             | командир 376-й пехотной дивизии | 29.01.1943                                 | взят в плен в г. Сталинград | 14.04.1950 г. — осуждён за военные преступления военным трибуналом войск МВД Сталинградской области и приговорён к 25 годам исправительно-трудовых лагерей, передан властям ФРГ и освобождён 12.10.1955 г. |
| 125 | Дазер, Вильгельм Йозеф                                | генерал-лейтенант                                                                                             | командир 70-й пехотной дивизии | 7.11.1944                                  | взят в плен советскими войсками | 10.12.1949 освобождён и репатриирован в ФРГ |
| 126 | Даубер, Юлиус                                         | генерал-майор                                                                                                 | в отставке | 8.09.1945                                  | арестован в г. Веймар | умер от дизентерии и дистрофии в спецгоспитале Nо 5091 (г. Череповец, Вологодская область) 5.02.1946 г. |
| 127 | Дебуа, Генрих Антон                                   | генерал-лейтенант                                                                                             | командир 44-й пехотной дивизии «Хох унд Дойчмейстер» | 28.01.1943                                 | взят в плен в г. Сталинград | 15.04.1950 г. — осуждён за военные преступления военным трибуналом войск МВД Северо-Кавказского военного округа (г. Сталинград) и приговорён к 25 годам исправительно-трудовых лагерей, умер от уремии на почве хронического нефрита и артериосклероза в лазарете Лежневского лагеря военнопленных Nо 48 (село Чернцы, Лежневский район, Ивановская область) 20.01.1955 г. |
| 128 | Деккерт, Ганс Иоахим                                  | генерал-майор                                                                                                 | командир 19-й танковой дивизии | 10.05.1945                                 | взят в плен в г. Немецки Брод | 23.11.1949 г. — осуждён за военные преступления военным трибуналом войск МВД Смоленской области и приговорён к 25 годам исправительно-трудовых лагерей, передан властям ФРГ и освобождён 12.10.1955 г. |
| 129 | Демме, Рудольф                                        | генерал-майор                                                                                                 | командир 132-й пехотной дивизии | 8.05.1945                                  | взят в плен в Латвии | 25.11.1949 г. — осуждён за военные преступления военным трибуналом войск МВД Минской области и приговорён к 25 годам исправительно-трудовых лагерей, передан властям ФРГ и освобождён 9.10.1955 г. |
| 130 | Девиц-Кребс, Станислаус фон                           | генерал-майор                                                                                                 | комендант обороны г. Кишинёв | 1.09.1944                                  | взят в плен у г. Бузэу | предстал перед военным трибуналом Одесского военного округа, заседание которого проходило 6 — 12.12.1947 г. в зале Государственного русского драматического театра (г. Кишинёв, Молдавская ССР), осуждён за военные преступления и приговорён к 25 годам исправительно-трудовых лагерей, умер в специальном лагерном отделении Воркутинского исправительно-трудового лагеря (г. Воркута, Коми АССР) 11.10.1948 г. |
| 131 | Дижон фон Монтетон, Альбрехт, барон                   | генерал-лейтенант                                                                                             | комендант г. Либау | 9.05.1945                                  | взят в плен в г. Лиепая | предстал перед военным трибуналом Прибалтийского военного округа, заседавшим 26.01 — 3.02.1946 г. в г. Рига (Латвийская ССР), осуждён за военные преступления и приговорён к высшей мере наказания, повешен на площади Узварас (Победы) в г. Рига (Латвийская ССР) 3.02.1946 г. |
| 132 | Дитфурт, Вольфганг фон                                | генерал-лейтенант                                                                                             | в отставке | 19.05.1945                                 | арестован НКВД в г. Потсдам | предстал перед военным трибуналом Прибалтийского военного округа, заседавшим 26.01 — 2.02.1946 г. в г. Рига (Латвийская ССР), по состоянию здоровья дело вынесено в отдельное производство, осуждён не был, умер от упадка сердечной деятельности в больнице тюрьмы в г. Рига (Латвийская ССР) 22.03.1946 г. |
| 133 | Дреббер, Мориц Отто Вильгельм Генрих фон              | генерал-майор                                                                                                 | командир 297-й пехотной дивизии | 25.01.1943                                 | взят в плен в г. Сталинград | Вступил в антифашистский Национальный комитет «Свободная Германия» 19.10.1949 г. — переведён в лагерь органов репатриации Nо 69 г. Франкфурт-на-Одере, передан властям ФРГ и освобождён 21.10.1949 г. |
| 134 | Дреес, Людвиг                                         | генерал-майор                                                                                                 | в отставке | май 1945                                   | арестован | умер в лагере военнопленных у г. Эберсвальде 12.08.1945 г. |
| 135 | Дюрштейн, Густав                                      | генерал-майор                                                                                                 | комендант 581-й полевой комендатуры «Радом» | 27.05.1945                                 | взят в плен советскими войсками | пропал без вести, постановлением окружного суда г. Равенсбург от 14.02.1946 г. объявлен умершим 27.05.1945 г. |
| 136 | Дуцман, Макс доктор                                   | генерал-интендант                                                                                             | интендант 7-й армии | 9.05.1945                                  | взят в плен в г. Карлсбад американскими войсками и передан в руки советского командования | 19.07.1948 г. — осуждён за военные преступления военным трибуналом войск МВД Ленинградской области и приговорён к 25 годам исправительно-трудовых лагерей, умер от паралича сердца в отдельном лагерном пункте Nо 40 Воркутинского исправительно-трудового лагеря (г. Воркута, Коми АССР) 17.02.1949 г. |
| 137 | Дибилаш, Вальтер дипломированный инженер              | генерал-майор                                                                                                 | командир штаба 1-й железнодорожно-строительной бригады | 8.05.1945                                  | взят в плен в г. Писек | 22.11.1949 г. — осуждён за военные преступления военным трибуналом войск МВД Сталинской области и приговорён к 25 годам исправительно-трудовых лагерей, умер от туберкулёза в режимном лагерном отделении № 1/13 Донбасского лагеря военнопленных № 280 МВД СССР г. Сталино (Украинская ССР) 21.01.1950 г. |
| 138 | Еккель, Клеменс                                       | генерал-штабс-арц генерал-лейтенант медицинской службы                                                        | начальник медицинской службы группы армий «Север» | 8.05.1945                                  | взят в плен советскими войсками | передан властям ФРГ и освобождён в октябре 1955 г. |
| 139 | Енеке, Эрвин                                          | генерал-полковник                                                                                             | в отставке | 11.06.1945                                 | арестован в г. Нидершёна | предстал перед военным трибуналом Черноморского флота, заседавшим 12 — 23.11.1947 г. в доме офицеров Черноморского флота в г. Севастополь, осуждён за военные преступления и приговорён к 25 годам исправительно-трудовых лагерей, передан властям ФРГ и освобождён 12.10.1955 г. |
| 140 | Еккельн, Фридрих                                      | обергруппенфюрер СС и генерал войск СС и полиции                                                              | командир 5-го добровольческого горного корпуса СС | 2.05.1945                                  | взят в плен в г. Берлин | предстал перед военным трибуналом Прибалтийского военного округа, заседавшим 26.01 — 2.02.1946 г. в г. Рига (Латвийская ССР), осуждён за военные преступления и приговорён к высшей мере наказания, повешен на площади Узварас (Победы) в г. Рига (Латвийская ССР) 3.02.1946 г. |
| 141 | Заальвахтер, Альфред                                  | генерал-адмирал                                                                                               | в отставке | 21.06.1945                                 | взят в плен | 11.07.1945 г. — арестован СМЕРШ, 17.10.1945 г. — осуждён за военные преступления военным трибуналом гарнизона г. Берлин и приговорён к высшей мере наказания, расстрелян 6.12.1945 г. |
| 142 | Заберски-Мюссигбродт, Мартин                          | генерал-штабс-арц ВВС                                                                                         | начальник медицинской службы Люфтваффе | 8.05.1945                                  | взят в плен | репатриирован в Западную зону оккупации Германии и освобождён в 1946 г. |
| 143 | Захс, Карл                                            | генерал сапёрных войск                                                                                        | в отставке | август 1945                                | арестован в г. Наумбург-на-Заале | 4.10.1949 г. — осуждён за военные преступления военным трибуналом войск МВД Сталинской области и приговорён к 25 годам исправительно-трудовых лагерей, умер от инфаркта миокарда в лагерном отделении Nо 3 режимного лагеря военнопленных Nо 476 (посёлок Талица, г. Первоуральск, Свердловская область) 13.12.1951 г. |
| 144 | Захсе, Ойген                                          | генерал-майор                                                                                                 | в отставке | август 1945                                | арестован в посёлке Кляйнмахнов | пропал без вести |
| 145 | Занне, Вернер                                         | генерал-лейтенант                                                                                             | командир 100-й егерской дивизии | 30.01.1943                                 | взят в плен в г. Сталинград | 5.07.1949 г. — осуждён за военные преступления военным трибуналом войск МВД Сталинской области и приговорён к 25 годам исправительно-трудовых лагерей, умер от рака предстательной железы в Ворошиловградском специальном лагере военнопленных Nо 144 (Украинская ССР) 12.09.1952 г. |
| 146 | Затлер, Ксавьер                                       | генерал-лейтенант Люфтваффе                                                                                   | старший начальник связи 1-го воздушного флота | 9.05.1945                                  | взят в плен в Латвии | 7.06.1950 г. — осуждён за военные преступления военным трибуналом войск МВД Московской области и приговорён к 25 годам исправительно-трудовых лагерей, передан властям ФРГ и освобождён 9.10.1955 г. |
| 147 | Заукен, Дитрих фон                                    | генерал танковых войск                                                                                        | командующий армии «Восточная Пруссия» | 9.05.1945                                  | взят в плен на Хельской косе | 10.05.1949 г. — осуждён за военные преступления военным трибуналом войск МВД Орловской области и приговорён к 25 годам исправительно-трудовых лагерей, передан властям ФРГ и освобождён 9.10.1955 г. |
| 148 | Зеебот, Йозеф                                         | генерал-рихтер Люфтваффе генерал-майор юстиции                                                                | в отставке | 27.04.1945                                 | взят в плен в районе Вайсензее г. Берлин | 22.06.1950 г. — осуждён за военные преступления военным трибуналом войск МВД Московского округа и приговорён к 25 годам исправительно-трудовых лагерей, передан властям ФРГ и освобождён 7.10.1955 г. |
| 149 | Землер, Вальтер                                       | генерал-штабс-ветеринар генерал-лейтенант ветеринарной службы                                                 | начальник медицинской службы Главнокомандующего войсками на Юге | 1945                                       | взят в плен | умер в плену в 1945 г. |
| 150 | Зейдлиц-Курцбах, Вальтер фон                          | генерал артиллерии                                                                                            | командир 51-го армейского корпуса | 31.01.1943                                 | взят в плен в г. Сталинград | 12.09.1943 г. — член и один из руководителей антифашистского Национального комитета «Свободная Германия» 23.05.1950 г. — арестован, 8.07.1950 г. — осуждён за военные преступления военным трибуналом войск МВД Московского округа и приговорён к 25 годам исправительно-трудовых лагерей, передан властям ФРГ и освобождён 6.10.1955 г. |
| 151 | Зилер, Эрнст                                          | генерал-лейтенант                                                                                             | вр.и.д. командира 59-го армейского корпуса | 11.05.1945                                 | взят в плен в г. Бенешов | 23.09.1949 г. — осуждён за военные преступления военным трибуналом войск МВД Одесской области и приговорён к 25 годам исправительно-трудовых лагерей, передан властям ФРГ и освобождён 9.10.1955 г. |
| 152 | Зисс, Густав                                          | генерал-лейтенант Люфтваффе                                                                                   | в отставке | 15.06.1945                                 | арестован органами военной контрразведки СМЕРШ | 14.04.1950 г. — осуждён военным трибуналом войск МВД Белорусского округа и приговорён к 25 годам исправительно-трудовых лагерей, передан властям ФРГ и освобождён 7.10.1955 г. |
| 153 | Зон, Роман                                            | генерал-майор                                                                                                 | в отставке | 20.04.1945                                 | арестован в г. Вена | 11.07.1948 г. — переведён в лагерь органов репатриации Nо 36 г. Сигету-Мармацией, передан австрийским властям и освобождён в июле 1948 г. |
| 154 | Зорге, Зигфрид                                        | контр-адмирал                                                                                                 | комендант морской обороны «Западная Пруссия» и укреплённого района «Готенхафен (Хель)» | 9.05.1945                                  | взят в плен на Хельской косе | передан властям ФРГ и освобождён 21.04.1950 г. |
| 155 | Зидов, Отто                                           | генерал-майор Люфтваффе                                                                                       | командир 1-й зенитной дивизии | 6.05.1945                                  | взят в плен у г. Берлин | 2.07.1950 г. — осуждён за военные преступления военным трибуналом войск МВД Минской области и приговорён к 25 годам исправительно-трудовых лагерей, передан властям ФРГ и освобождён 7.10.1955 г. |
| 156 | Ильген, Макс                                          | генерал-майор                                                                                                 | командир 740-го соединения восточных батальонов особого назначения | 14.11.1943                                 | похищен в г. Ровно (Украинская ССР) группой партизан под руководством разведчика Н. И. Кузнецова | в связи с невозможностью эвакуации за линию фронта, после допроса расстрелян партизанами 15.11.1943 г. |
| 157 | Йордан, Рудольф                                       | обергруппенфюрер СА                                                                                           | гауляйтер Магдебург — Ангальт | сентябрь 1945                              | арестован американскими оккупационными властями | 26.7.1946 передан советской военной администрации. 30.11.1949 переведён в Москву. 10.12.1950 Особым совещанием при МВД СССР осуждён за военные преступления и приговорён к 25 годам исправительно-трудовых лагерей. 19.10.1955 в качестве не амнистированного преступника передан властям ФРГ и освобождён. |
| 158 | Хуго Кааниц                                           | адмирал-арц                                                                                                   | начальник военно-морского госпиталя в г. Штральзунд | 2.05.1945                                  | взят в плен в г. Штральзунд | 27.06.1950 г. — осуждён за военные преступления военным трибуналом войск МВД Московской области и приговорён к 25 годам исправительно-трудовых лагерей, передан властям ФРГ и освобождён 28.09.1953 г. |
| 159 | Эрнст Кабанис                                         | генерал-лейтенант люфтваффе                                                                                   | в отставке | 2.06.1945                                  | арестован СМЕРШ в г. Потсдам | 29.07.1950 г. — осуждён за военные преступления военным трибуналом войск МВД Московской области и приговорён к 25 годам исправительно-трудовых лагерей, передан властям ФРГ и освобождён 28.09.1953 г. |
| 160 | Карганико, Виктор                                     | генерал-майор                                                                                                 | в распоряжении ВВС | июнь 1945                                  | арестован советскими властями | расстрелян в имении Нойгримниц 27.05.1945 г. |
| 161 | Инго фон Коллани                                      | генерал-майор                                                                                                 | командир 218-й пехотной дивизии | 9.05.1945                                  | взят в плен в Латвии | 29.06.1950 г. — осуждён за военные преступления военным трибуналом войск МВД Московской области и приговорён к 25 годам исправительно-трудовых лагерей, передан властям ФРГ и освобождён 16.01.1956 г. |
| 162 | Конради, Александр                                    | генерал-майор                                                                                                 | командир 36-й пехотной дивизии | 1.07.1944                                  | взят в плен в г. Бобруйск (Белорусская ССР) | предстал перед военным трибуналом Белорусского военного округа, заседавшим 28.10 — 4.11.1947 г. в гарнизонном Доме офицеров г. Бобруйск (Белорусская ССР), осуждён за военные преступления и приговорён к 25 годам исправительно-трудовых лагерей, передан властям ФРГ и освобождён 9.10.1955 г. |
| 163 | Людвиг Крамолини                                      | генерал-майор                                                                                                 | в отставке | 24.01.1946                                 | арестован арестован органами военной контрразведки СМЕРШ в г. Лейпциг | 24.09.1949 г. — переведён в лагерь органов репатриации Nо 69 г. Франкфурт-на-Одере, передан властям ФРГ и освобождён 23.11.1949 г. |
| 164 | Клодиус, Карл Август                                  | министериаль-директор                                                                                         | особоуполномоченный германского правительства в Румынии | август 1944                                | арестован румынскими властями и был передан представителям советского военного командования | 10.8.1951 арестован 2-м Управлением МГБ СССР. 15.1.1952 умер в больнице Бутырской тюрьмы № 2 МВД СССР |
| 165 | Кемпфе, Рудольф                                       | генерал артиллерии                                                                                            | активный участник заговора против Гитлера 20.07.1944 г., арестован Гестапо 21.07.1944 г.,                                                                                                   | 9.05.1945                                  | взят в плен в г. Яромерж | переведён в лагерь органов репатриации Nо 69 г. Франкфурт-на-Одере, Восточная (советская) зона оккупации Германии, передан властям ФРГ и освобождён 24.09.1949 г. |
| 166 | Иоганнес Калибе                                       | генерал-майор                                                                                                 | старший командир 3-й сапёрной службы | 8.05.1945                                  | взят в плен в г. Кулдига | 29.06.1950 г. — осуждён за военные преступления военным трибуналом войск МВД Московской области и приговорён к 25 годам исправительно-трудовых лагерей, передан властям ФРГ и освобождён 12.10.1955 г. |
| 167 | Вернер Кампфенкель                                    | генерал-майор                                                                                                 | командир 121-го артиллерийского управления | 10.05.1945                                 | взят в плен у г. Табор | 19.10.1949 г. — переведён в лагерь органов репатриации Nо 69 г. Франкфурт-на-Одере, передан властям ФРГ и освобождён 20.10.1949 г. |
| 168 | Карлевски, Эрих                                       | почётное звание генерала авиации                                                                              | в отставке | июнь 1945                                  | арестован органами военной контрразведки СМЕРШ | умер в спецлагере НКВД Nо 1 близ г. Мюльберг-на-Эльбе в январе 1947 г. |
| 169 | Юлиус Пауль Герман Кайзер                             | генерал-арц, генерал-майор медицинской службы с 1.12.1943 г.                                                  | начальник медицинской службы 4-го армейского корпуса | 22.01.1943                                 | взят в плен в г. Сталинград, | умер в Оранском лагере военнопленных Nо 74 (село Оранки, Богородский район, Горьковская область) 5.12.1948 г. |
| 170 | Пауль Керн                                            | генерал-арц                                                                                                   | начальник медицинской службы 1-й танковой армии | 9.05.1945                                  | взят в плен в г. Немецки Брод | 19.10.1946 г. — осуждён за военные преступления военным трибуналом войск МВД Курской области и приговорён к высшей мере наказания, казнён 22.01.1947 г. |
| 171 | Эммануэль фон Килиани                                 | генерал-майор                                                                                                 | командир 320-й народно-гренадерской дивизии | 10.05.1945                                 | взят в плен в г. Немецки Брод | 19.06.1950 г. — осуждён за военные преступления военным трибуналом войск МВД Киевского округа и приговорён к 25 годам исправительно-трудовых лагерей, передан властям ФРГ и освобождён 6.10.1955 г. |
| 172 | Фриц Кистнер                                          | генерал-майор                                                                                                 | комендант 534-го тылового района | тяжело ранен 10.05.1945                    | взят в плен в военном госпитале в г. Клингенталь | умер от ран в военном госпитале в г. Клингенталь (область Саксония) 19.05.1945 г. |
| 173 | Гюнтер Алоис Кламт                                    | генерал-майор                                                                                                 | командир 260-й пехотной дивизии | 9.07.1944                                  | взят в плен у деревни Узляны (Пуховичский район, Минская область, Белорусская ССР), | предстал перед трибуналом войск МВД Белорусского военного округа, заседавшим 13 — 20.12.1947 г. в клубе железнодорожников г. Гомель (Белорусская ССР), осуждён за военные преступления и приговорён к 25 годам исправительно-трудовых лагерей, передан властям ФРГ и освобождён 6.10.1955 г. |
| 174 | Пауль Иоганнес Николаус Клатт                         | генерал-лейтенант                                                                                             | командир 3-й горной дивизии | 17.05.1945                                 | взят в плен в г. Бенешов | 8.06.1950 г. — осуждён за военные преступления военным трибуналом Московского военного округа и приговорён к 25 годам исправительно-трудовых лагерей, передан властям ФРГ и освобождён 8.01.1956 г. |
| 175 | Кляйнхайстеркамп, Маттиас                             | обергруппенфюрер СС и генерал войск СС                                                                        | командир 11-го корпуса СС | 28.04.1945                                 | взят в плен у деревни Хальбе | покончил жизнь самоубийством в деревне Хальбе (область Марка Бранденбург) 28.04.1945 г. |
| 176 | Эвальд Пауль Людвиг фон Клейст                        | генерал-фельдмаршал                                                                                           | в отставке | 25.04.1945                                 | арестован американскими войсками | привлечён в качестве свидетеля к работе Международного военного трибунала в г. Нюрнберг, 31.08.1946 г. — передан югославским властям, 4.08.1948 г. — осуждён за военные преступления Народным судом г. Белград и приговорён к 15 годам каторжных работ, 5.03.1949 г. — передан советским властям, 21.02.1952 г. — осуждён за военные преступления Военной коллегией Верховного суда СССР и приговорён к 25 годам тюремного заключения, умер от недостаточности митрального клапана в особой тюрьме МВД СССР Nо 2 («Владимирский централ», г. Владимир) 15.10.1954 г. |
| 177 | Вернер Клюге                                          | генерал-арц                                                                                                   | в отставке | 10.06.1946                                 | арестован органами военной контрразведки СМЕРШ в г. Дрезден | умер от кровоизлияния в мозг и двусторонней пневмонии в спецгоспитале Nо 3840 (г. Шуя, Ивановская область) 16.06.1949 г. |
| 178 | Эдуард Клютман                                        | генерал-лейтенант                                                                                             | в отставке | 14.09.1945                                 | арестован в г. Веймар | 24.09.1949 г. — переведён в лагерь органов репатриации Nо 69 г. Франкфурт-на-Одере, Восточная (советская) зона оккупации Германии), передан властям ФРГ и освобождён 24.09.1949 г. |
| 179 | Рейнгольд Кноблох                                     | контр-адмирал                                                                                                 | в отставке | 1.06.1945                                  | арестован в посёлке Кляйнмахнов | 10.07.1950 г. — осуждён за военные преступления военным трибуналом войск МВД Московского округа и приговорён к 25 годам исправительно-трудовых лагерей, передан властям ФРГ и освобождён 6.10.1955 г. |
| 180 | Ганс Кнут                                             | генерал-лейтенант                                                                                             | в отставке | март 1945                                  | взят в плен советскими войсками | расстрелян в Грос-Польцин 12.03.1945 г. |
| 181 | Гельмут Кох                                           | генерал-лейтенант                                                                                             | в 1945 г. разжалован в майоры, командир батальона в составе 9-й армии | 8.05.1945                                  | взят в плен | умер в военном госпитале в г. Фюрстенвальде-на-Шпрее 10.06.1945 г. |
| 182 | Эрих Кёлер                                            | генерал-штабс-ветеринар                                                                                       | начальник ветеринарной службы группы армий «Курляндия» | 10.05.1945                                 | взят в плен в Латвии | 29.06.1950 г. — осуждён за военные преступления военным трибуналом войск МВД Московской области и приговорён к 25 годам исправительно-трудовых лагерей, передан властям ФРГ и освобождён 28.09.1953 г. |
| 183 | Пауль Вилли Кёрнер                                    | генерал-лейтенант                                                                                             | в отставке | 17.07.1945                                 | арестован органами военной контрразведки СМЕРШ | освобождён в сентябре 1945 г., 20.11.1945 г. — арестован в г. Дрезден, 1.04.1950 г. — переведён в лагерь органов репатриации Nо 69 г. Франкфурт-на-Одере, передан властям ФРГ и освобождён 1.04.1950 г. |
| 184 | Ганс Эрнст Кольсдорфер                                | генерал-майор                                                                                                 | командир 545-й народно-гренадерской дивизии | 15.05.1945                                 | взят в плен в г. Дрезден | предстал перед военным трибуналом войск МВД Белорусского военного округа, заседавшим 13 — 20.12.1947 г. в клубе железнодорожников г. Гомель (Белорусская ССР), осуждён за военные преступления и приговорён к 25 годам исправительно-трудовых лагерей, передан властям ФРГ и освобождён 6.10.1955 г. |
| 185 | Отто Корфес                                           | генерал-майор                                                                                                 | командир 295-й пехотной дивизии | 31.01.1943                                 | взят в плен в г. Сталинград | 12.09.1943 г. — член и один из руководителей антифашистского Национального комитета «Свободная Германия» 16.09.1948 г. — переведён в лагерь органов репатриации Nо 69 г. Франкфурт-на-Одере, Восточная (советская) зона оккупации Германии), освобождён 16.09.1948 г. |
| 186 | Карл-Рихард Косман                                    | генерал-майор                                                                                                 | командир 10-й панцер-гренадёрской дивизии | 15.05.1945                                 | взят в плен в г. Табор | 27.04.1950 г. — осуждён за военные преступления военным трибуналом войск МВД Белорусского округа и приговорён к 25 годам исправительно-трудовых лагерей, передан властям ФРГ и освобождён 7.01.1956 г. |
| 187 | Курт Иоганнес Ковальски                               | генерал-майор полиции                                                                                         | в отставке | 17.06.1945                                 | арестован в посёлке Кляйнмахнов | умер в спецлагере НКВД Nо 7 «Захсенхаузен» 5.05.1948 г. |
| 188 | Оскар Кремер                                          | генерал-майор люфтваффе                                                                                       | командир 11-й зенитной артиллерийской дивизии | май 1945                                   | взят в плен | умер в замке Ратай-над-Сазавой 11.05.1945 г. |
| 189 | Эрнст Крафт                                           | контр-адмирал                                                                                                 | в отставке | 3.03.1945                                  | задержан в г. Зоген | 7.04.1945 г. — арестован УКР СМЕРШ 1-го Украинского фронта, 15.08.1951 г. — осуждён за военные преступления Особым совещанием при МГБ СССР и приговорён к 25 годам тюремного заключения с конфискацией имущества, умер в особой тюрьме МВД СССР Nо 2 («Владимирский централ», г. Владимир) 27.07.1954 г. |
| 190 | Вильгельм Краньяк                                     | генерал-майор                                                                                                 | старший начальник 22-й инженерной службы | 25.05.1945                                 | арестован в селе Юдендорф | умер от паренхиматозного гепатита, кардиосклероза и гипертонии в спецгоспитале Nо 2686 (г. Белая Церковь, Киевская область, Украинская ССР) 23.05.1949 г. |
| 191 | Гюнтер Краппе                                         | генерал-лейтенант                                                                                             | вр.и.д. командира 10-го армейского корпуса СС | 6.03.1945                                  | взят в плен в деревне Шильде | 26.02.1949 г. — переведён в лагерь органов репатриации Nо 69 г. Франкфурт-на-Одере, Восточная (советская) зона оккупации Германии), репатриирован в Западную зону оккупации Германии и освобождён 1.03.1949 г. |
| 192 | Курт фон Кренцки                                      | генерал-лейтенант                                                                                             | в отставке | 30.07.1945                                 | задержан в г. Фалькенштейн, при перейти в зону, оккупированную американскими войсками | 09.1945 г. — арестован опергруппой НКВД в г. Плауэн, 9.07.1949 г. — осуждён за военные преступления военным трибуналом войск МВД Латвийской ССР и приговорён к 25 годам исправительно-трудовых лагерей, передан властям ФРГ и освобождён 7.10.1955 г. |
| 193 | Теодор Кречмер                                        | генерал-майор                                                                                                 | командир 17-й танковой дивизии | 11.05.1945                                 | взят в плен у г. Табор | 24.07.1950 г. — осуждён за военные преступления военным трибуналом войск МВД Московской области и приговорён к 25 годам исправительно-трудовых лагерей, передан властям ФРГ и освобождён 10.10.1955 г. |
| 194 | Вильгельм Генрих Рудольф Иоганнес Крис                | генерал-ветеринар полиции                                                                                     | в отставке | 14.06.1945                                 | арестован в районе Штеглиц | 29.06.1950 г. — осуждён за военные преступления военным трибуналом войск МВД Московской области и приговорён к 25 годам исправительно-трудовых лагерей, умер от рака печени в Лежневском лагере военнопленных Nо 48 (село Чернцы, Лежневский район, Ивановская область) 10.10.1953 г. |
| 195 | Эрнст Крюгер                                          | генерал-лейтенант люфтваффе                                                                                   | в отставке | 9.06.1945                                  | арестован СМЕРШ в деревне Обершлема | 19.10.1949 г. — переведён в лагерь органов репатриации Nо 69 г. Франкфурт-на-Одере, передан властям ФРГ и освобождён 24.10.1949 г. |
| 196 | Густав Крукенберг                                     | бригадефюрер СС и генерал-майор войск СС                                                                      | командир 11-й добровольческой панцер-гренадёрской дивизии СС «Нордланд» | 2.05.1945                                  | взят в плен | осуждён за военные преступления и приговорён к 25 годам исправительно-трудовых лагерей, передан властям ФРГ и освобождён в октябре 1955 г. |
| 197 | Бруно Крумхаар                                        | бригадефюрер СС и генерал-майор полиции в отставке                                                            | капитан-лейтенант морской артиллерии резерва в распоряжении военно-морского флота, командир морского оперативного отряда особого назначения                                                 | 1945                                       | взят в плен | умер в плену 27.09.1945 г. |
| 198 | Герман Крузе                                          | генерал-майор                                                                                                 | командир 601-й дивизии особого назначения, военный комендант Кракова | 10.05.1945                                 | взят в плен у г. Табор | 13.06.1946 г. — передан польским властям, передан властям ФРГ и освобождён 10.05.1950 г. |
| 199 | Юлиус Кудерна                                         | генерал-майор люфтваффе                                                                                       | командир 5-й зенитной дивизии | 1.09.1944                                  | взят в плен у г. Плоешти | передан австрийским властям и освобождён 11.06.1948 г. |
| 200 | Бернхард Кюль                                         | генерал авиации                                                                                               | в отставке | май 1945                                   | арестован СМЕРШ | умер в спецлагере НКВД Nо 7 «Захсенхаузен» 22.02.1946 г. |
| 201 | Ганс Кюппер                                           | генерал-майор                                                                                                 | комендант г. Фрауенбург | апрель 1945                                | взят в плен | предстал перед военным трибуналом Прибалтийского военного округа, заседавшим 26.01 — 3.02.1946 г. в г. Рига (Латвийская ССР), осуждён за военные преступления и приговорён к высшей мере наказания, повешен на площади Узварас (Победы) в г. Рига (Латвийская ССР) 3.02.1946 г. |
| 202 | Альфред Кунерт                                        | генерал-майор                                                                                                 | занимался формированием новых танковых дивизий в г. Дёбериц, прикомандирован к группе армий «Север»                                                                                         | 30.04.1945                                 | взят в плен американскими войсками | 14.09.1945 г. — передан советским властям, передан властям ФРГ и освобождён 8.10.1955 г. |
| 203 | Артур Кульмер                                         | генерал от инфантерии                                                                                         | командир 43-го армейского корпуса | 8.05.1945                                  | взят в плен американскими войсками в Словакии | 13.05.1945 г. — передан советским властям, предстал перед трибуналом войск МВД Белорусского военного округа, заседавшим 13 — 20.12.1947 г. в клубе железнодорожников г. Гомель (Белорусская ССР), осуждён за военные преступления и приговорён к 25 годам исправительно-трудовых лагерей, умер от уремии в лагерном отделении Nо 6 режимного лагеря военнопленных Nо 476 (г. Асбест, Свердловская область) 28.03.1953 г., |
| 204 | Фридрих Кунце                                         | генерал-майор                                                                                                 | в отставке | 16.07.1945                                 | арестован в г. Клётце | освобождён 1.09.1945, 3.07.1946 г. — арестован в г. Клётце, 28.08.1949 г. — переведён в лагерь органов репатриации Nо 69 г. Франкфурт-на-Одере, Восточная (советская) зона оккупации Германии), передан властям ФРГ и освобождён 28.08.1949 г. |
| 205 | Вильгельм Герман Отто Кунце                           | генерал-майор                                                                                                 | в отставке | 27.07.1945                                 | арестован в г. Ошац | 26.11.1949 г. — осуждён за военные преступления военным трибуналом войск МВД Минской области и приговорён к 25 годам исправительно-трудовых лагерей, освобождён и репатриирован в ГДР 28.09.1953 г. |
| 206 | Эрнст фон Курнатовски                                 | генерал-майор                                                                                                 | в отставке | 18.08.1945                                 | арестован органами военной контрразведки СМЕРШ | умер в Бутырской тюрьме (г. Москва) 8.05.1948 г. |
| 207 | Эберхард фон Куровски                                 | генерал-лейтенант                                                                                             | командир 110-й пехотной дивизии | 21.07.1944                                 | взят в плен в районе г. Гродно (Белорусская ССР), | предстал перед трибуналом войск МВД Белорусского военного округа, заседавшим 13 — 20.12.1947 г. в клубе железнодорожников г. Гомель (Белорусская ССР), осуждён за военные преступления и приговорён к 25 годам исправительно-трудовых лагерей, передан властям ФРГ и освобождён 6.10.1955 г. |
| 208 | Георг фон Кутцлебен                                   | генерал-лейтенант люфтваффе                                                                                   | в отставке | 8.12.1947 г.                               | арестован | освобождён 27.05.1948 г. |
| 209 | Эрих Кваде                                            | генерал авиации                                                                                               | в отставке | 25.07.1945                                 | арестован СМЕРШ в г. Берлин | 22.06.1950 г. — осуждён за военные преступления военным трибуналом войск МВД Московского округа и приговорён к 25 годам исправительно-трудовых лагерей, передан властям ФРГ и освобождён 28.09.1953 г. |
| 210 | Фридрих Вильгельм Курце                               | вице-адмирал                                                                                                  | в отставке | 1945                                       | арестован органами военной контрразведки СМЕРШ | 23.12.1945 умер в Специальном лагере № 3 НКВД в Германии |
| 211 | Ганс Ленгенфельдер                                    | генерал-майор                                                                                                 | командир 15-й пехотной дивизии | 9.05.1945                                  | взят в плен в г. Немецки Брод | 8.06.1950 г. — осуждён за военные преступления военным трибуналом войск МВД Ивановской области и приговорён к 25 годам исправительно-трудовых лагерей, передан властям ФРГ и освобождён 10.10.1955 г. |
| 212 | Курт Петер Лаоде                                      | генерал-лейтенант                                                                                             | в отставке | 1945                                       | арестован органами военной контрразведки СМЕРШ | умер в спецлагере НКВД Nо 4 г. Баутцен в апреле 1946 г. 22.07.1953 г. окружным судом г. Дрезден объявлен умершим 31.12.1950 г. |
| 213 | Вальтер Лангер                                        | генерал-ветеринар                                                                                             | начальник ветеринарной службы управления Командующего вооружённых войск в Дании | 25.07.1945                                 | арестован СМЕРШ в г. Эштедт | 19.10.1949 г. — переведён в лагерь органов репатриации Nо 69 г. Франкфурт-на-Одере, передан властям ФРГ и освобождён 19.10.1949 г. |
| 214 | Ляш, Отто                                             | генерал от инфантерии                                                                                         | командир тылового управления 1-го армейского корпуса и одновременно командующий 1-м военным округом, одновременно комендант укреплённого района «Кёнигсберг»                                | 9.04.1945                                  | взят в плен в г. Кёнигсберг | 22.07.1948 г. — осуждён за военные преступления военным трибуналом войск МВД Ленинградской области и приговорён к 25 годам исправительно-трудовых лагерей, передан властям ФРГ и освобождён 7.10.1955 г. |
| 215 | Мартин Латман                                         | генерал-майор                                                                                                 | вр.и.д. командира 389-й пехотной дивизии и одновременно инспектор резервов 6-й армии | 1.02.1943                                  | взят в плен в г. Сталинград. | 28.08.1949 г. — переведён в лагерь органов репатриации Nо 69 г. Франкфурт-на-Одере, Восточная (советская) зона оккупации Германии), освобождён 28.08.1949 г. |
| 216 | Макс Лебер                                            | генерал-ветеринар                                                                                             | начальник ветеринарной службы армии | 14.05.1945                                 | взят в плен в г. Фрейштадт | 21.04.1950 г. — переведён в лагерь органов репатриации Nо 69 г. Франкфурт-на-Одере, передан властям ФРГ и освобождён 21.04.1950 г. |
| 217 | Вальтер Лех                                           | генерал-лейтенант люфтваффе                                                                                   | в отставке | декабрь 1945                               | арестован СМЕРШ | умер в заключении в 1946 г. |
| 218 | Арно Эрнст Макс фон Ленски                            | генерал-лейтенант                                                                                             | командир 24-й танковой дивизии | 2.02.1943                                  | взят в плен в г. Сталинград, | Вступил в антифашистский Национальный комитет «Свободная Германия» 07.05.1944 г. переведён в лагерь органов репатриации Nо 69 г. Франкфурт-на-Одере, Восточная (советская) зона оккупации Германии освобождён 17.08.1949 г. |
| 219 | Рихард Леппер                                         | генерал-майор (посмертно) — с 10.08.1943 г. (старшинство (RDA) с 1.01.1943 г.)                                | командир 6-го артиллерийского управления | 2.02.1943                                  | взят в плен в г. Сталинград, | умер в лагере военнопленных Nо 50 г. Фролово, Сталинградская область 30.03.1943 г. |
| 220 | Ганс Георг Лейзер                                     | генерал-майор                                                                                                 | командир 29-й моторизованной пехотной дивизии | 31.01.1943                                 | взят в плен в г. Сталинград | переведён в лагерь органов репатриации Nо 69 г. Франкфурт-на-Одере, передан властям ФРГ и освобождён 20.10.1949 г. |
| 221 | Фридрих Вильгельм Лигман                              | генерал-майор                                                                                                 | командир 6-й народно-гренадерской дивизии | 15.05.1945                                 | взят в плен у г. Пирна | 21.02.1949 г. — осуждён за военные преступления военным трибуналом войск МВД Минской области и приговорён к 25 годам исправительно-трудовых лагерей, передан властям ФРГ и освобождён 7.10.1955 г. |
| 222 | Ганс Георг фон Лилиенталь                             | генерал-интендант                                                                                             | шеф-интендант управления Германского уполномоченного генерала при Главном командовании румынских вооружённых сил и одновременно главы Германской миссии сухопутных сил в Румынии            | 24.08.1944                                 | взят в плен в г. Бухарест | 1.07.1950 г. — осуждён за военные преступления военным трибуналом войск МВД Московского округа и приговорён к 25 годам исправительно-трудовых лагерей, передан властям ФРГ и освобождён 7.10.1955 г. |
| 223 | Герхард Генрих Линдеман                               | генерал-майор                                                                                                 | командир 361-й пехотной дивизии | 22.07.1944                                 | взят в плен у г. Броды | 31.08.1949 г. — осуждён за военные преступления военным трибуналом войск МВД Калининской области и приговорён к 25 годам исправительно-трудовых лагерей, передан властям ФРГ и освобождён 7.10.1955 г. |
| 224 | Ульрих Лисс                                           | генерал-майор                                                                                                 | командир 304-й пехотной дивизии | 22.01.1945                                 | тяжело ранен, взят в плен в Силезии | 28.06.1950 г. — осуждён за военные преступления военным трибуналом войск МВД Московского округа и приговорён к 25 годам исправительно-трудовых лагерей, передан властям ФРГ и освобождён 8.10.1955 г. |
| 225 | Элард фон Лёвенштерн                                  | генерал-майор люфтваффе                                                                                       | в отставке | май 1945                                   | арестован СМЕРШ | умер в спецлагере НКВД Nо 3 «Хоэнн-Шёнхаузен» в г. Берлин в июле 1946 г. |
| 226 | Густав Ломбард                                        | бригадефюрер СС и генерал-майор войск СС                                                                      | в резерве командного состава СС | 9.05.1945                                  | взят в плен в г. Садова | выдал себя за майора Густава Мюллера, разоблачён в декабре 1947 г. оперативным отделом Тбилисского лагеря военнопленных Nо 236 (г. Тбилиси, Грузинская ССР), 6.07.1948 г. — осуждён за военные преступления военным трибуналом войск МВД Полесской области и приговорён к 25 годам исправительно-трудовых лагерей, передан властям ФРГ и освобождён 10.10.1955 г. |
| 227 | Альфонс Лучни                                         | генерал-лейтенант люфтваффе                                                                                   | начальник штаба перевозок при начальнике автотранспортной службы вооружённых сил ОКВ | 8.05.1945                                  | взят в плен американскими войсками | освобождён в июле 1945 г., 26.12.1945 г. — арестован СМЕРШ в г. Лейпциг, 31.05.1950 г. — осуждён за военные преступления военным трибуналом войск МВД Ленинградского округа и приговорён к 25 годам исправительно-трудовых лагерей, передан властям ФРГ и освобождён 9.10.1955 г. |
| 228 | Фольрат Люббе                                         | генерал-лейтенант                                                                                             | командир 433-й (моторизованной) запасной дивизии | 2.02.1945 г. — ранен                       | 5.02.1945 г. — взят в плен в г. Кришт | 8.06.1950 г. — осуждён за военные преступления военным трибуналом войск МВД Московской области и приговорён к 25 годам исправительно-трудовых лагерей, передан властям ФРГ и освобождён 11.10.1955 г. |
| 229 | Эрих Людке                                            | генерал от инфантерии                                                                                         | в отставке | 27.08.1945                                 | арестован в г. Наумбург-на-Заале | умер в спецлагере НКВД Nо 8 в г. Торгау 13.02.1946 г. |
| 230 | Рудольф Лютерс                                        | генерал от инфантерии                                                                                         | в отставке | 22.05.1945                                 | арестован СМЕРШ | умер в Красногорском лагере военнопленных Nо 27 (г. Красногорск, Московская область) 24.12.1945 г. |
| 231 | Курт Юрген фон Лютцов                                 | генерал-лейтенант, барон                                                                                      | командир 35-го армейского корпуса | 5.07.1944                                  | взят в плен у г. Бобруйск (Белорусская ССР), | 20.06.1950 г. — осуждён за военные преступления военным трибуналом Московского округа и приговорён к 25 годам исправительно-трудовых лагерей, передан властям ФРГ и освобождён 16.01.1956 г. |
| 232 | Роберт Махер                                          | генерал-майор                                                                                                 | начальники штаба армии «Восточная Пруссия» | 9.05.1945                                  | взят в плен на Хельской косе | покончил жизнь самоубийством в Одесском лагере военнопленных Nо 159 (г. Одесса, Украинская ССР) 22.10.1949 г. |
| 233 | Гельмут Медер                                         | генерал-майор                                                                                                 | командир панцер-гренадёрской дивизии «Великая Германия» | 8.05.1945                                  | взят в плен американскими войсками в Австрии | 13.05.1945 г. — передан советским властям в Австрии, 2.01.1950 г. — осуждён за военные преступления военным трибуналом войск МВД Харьковской области и приговорён к 25 годам исправительно-трудовых лагерей, передан властям ФРГ и освобождён 10.10.1955 г. |
| 234 | Эрих Магнус                                           | генерал-майор                                                                                                 | командир 389-й пехотной дивизии | 1.02.1943                                  | взят в плен в г. Сталинград | 30.05.1950 г. — осуждён за военные преступления военным трибуналом Северо-Кавказского округа и приговорён к 25 годам исправительно-трудовых лагерей, передан властям ФРГ и освобождён 6.10.1955 г. |
| 235 | Франц Манке                                           | генерал-инженер люфтваффе                                                                                     | офицер для особых поручений при Имперском министерстве вооружений и военной продукции | 31.01.1945                                 | взят в плен в г. Кёнигсберг | 29.06.1950 г. — осуждён за военные преступления военным трибуналом войск МВД Московской области и приговорён к 25 годам исправительно-трудовых лагерей, передан властям ФРГ и освобождён 7.10.1955 г. |
| 236 | Виктор Иванович Мальцев                               | полковник запаса ВВС РККА, генерал-майор люфтваффе — с 01.02.1945 г., генерал-майор ВС КОНР — с 27.02.1945 г. | командующий ВВС КОНР | 30.04.1945                                 | взят в плен американскими войсками | 16.08.1945 г. — передан советским властям в г. Шербур, предстал перед Военной коллегией Верховного Суда СССР, заседавшей 30.07 — 1.08.1946 г. (г. Москва), осуждён за измену Родине и то, что, будучи агентом германской разведки, проводил активную шпионско-диверсионную и террористическую деятельность против Советского Союза, приговорён к смертной казни через повешение, повешен во дворе Бутырской тюрьмы (г. Москва) 1.08.1946 г. |
| 237 | Эйтель Фридрих Рёдигер фон Мантойфель                 | генерал-майор люфтваффе — с 1.10.1944 г.                                                                      | генерал для особых поручений при Германской миссии ВВС в Румынии | 28.08.1944                                 | взят в плен, арестован румынскими властями и передан советскому военному командованию | передан властям ФРГ и освобождён 3.01.1950 г. |
| 238 | Вернер Маркс                                          | генерал-лейтенант                                                                                             | командир 21-й танковой дивизии | 29.04.1945                                 | взят в плен у г. Берлин | 16.06.1950 г. — осуждён за военные преступления военным трибуналом войск МВД Киевской области и приговорён к 25 годам исправительно-трудовых лагерей, передан властям ФРГ и освобождён 9.10.1955 г. |
| 239 | Эрнст Маттерн                                         | генерал-майор                                                                                                 | комендант г. Познань | 23.02.1945                                 | взят в плен в г. Познань | 26.05.1946 г. — передан польским властям, 12.03.1949 г. — оправдан судом, передан властям ФРГ и освобождён 2.11.1949 г. |
| 240 | Карл Зигфрид фон Майер                                | генерал-майор                                                                                                 | в отставке | ноябрь 1945                                | арестован СМЕРШ | умер в спецлагере НКВД Nо 1 близ г. Мюльберг-на-Эльбе 25.02.1946 г. |
| 241 | Герхард Медем                                         | генерал-лейтенант                                                                                             | начальник сапёрной службы группы армий «Курляндия» | 10.05.1945                                 | взят в плен в г. Кулдига | 29.06.1950 г. — осуждён за военные преступления военным трибуналом войск МВД Московской области и приговорён к 25 годам исправительно-трудовых лагерей, умер от инфаркта миокарда в Лежневском лагере военнопленных Nо 48 (село Чернцы, Лежневский район, Ивановская область) 16.11.1953 г. |
| 242 | Карл Менерт                                           | генерал-лейтенант                                                                                             | военный комендант Дрездена, в резерве командного состава ОКХ | 9.05.1945                                  | взят в плен в деревне Обершлема | переведён в лагерь органов репатриации Nо 69 г. Франкфурт-на-Одере, передан властям ФРГ и освобождён 19.10.1949 г. |
| 243 | Эрнст Мейнерс                                         | генерал-майор                                                                                                 | в резерве командного состава ОКХ | 9.05.1945                                  | взят в плен в г. Писек | 8.06.1950 г. — осуждён за военные преступления военным трибуналом войск МВД Московской области и приговорён к 25 годам исправительно-трудовых лагерей, передан властям ФРГ и освобождён 11.10.1955 г. |
| 244 | Роберт Мейснер                                        | генерал-лейтенант                                                                                             | в резерве командного состава ОКХ | 5.05.1945                                  | взят в плен в г. Прага | 15.05.1949 г. — осуждён за военные преступления военным трибуналом войск МВД Воронежской области и приговорён к 25 годам исправительно-трудовых лагерей, умер от рака желудка в спецгоспитале Nо 1893 (посёлок Талица, г. Первоуральск, Свердловская область) 8.08.1953 г. |
| 245 | Карл Мельцер                                          | генерал-майор                                                                                                 | начальник 1-го главного артиллерийского командования | 12.04.1945                                 | взят в плен | умер в спецлагере НКВД Nо 1 близ г. Мюльберг-на-Эльбе 25.12.1945 г. |
| 246 | Вальтер Мельцер                                       | генерал от инфантерии                                                                                         | командир 23-й армейского корпуса | 8.05.1945                                  | взят в плен | репатриирован Западную зону оккупации Германии и освобождён в 1947 г. |
| 247 | Конрад Менкель                                        | генерал-лейтенант                                                                                             | командир 329-й пехотной дивизии | 8.05.1945                                  | взят в плен в Латвии | переведён в лагерь органов репатриации Nо 69 г. Франкфурт-на-Одере, передан властям ФРГ и освобождён 21.04.1950 г. |
| 248 | Эрнст Мерк                                            | генерал-майор                                                                                                 | начальник штаба 18-й армии | 11.05.1945                                 | взят в плен в Латвии | 29.07.1950 г. — осуждён за военные преступления военным трибуналом войск МВД Московского округа и приговорён к 25 годам исправительно-трудовых лагерей, передан властям ФРГ и освобождён 8.10.1955 г. |
| 249 | Гюнтер Мерк                                           | бригадефюрер СС и генерал-майор полиции                                                                       | начальник СС для особых поручений при старшем начальнике СС и полиции «Краков» | 20.02.1945                                 | взят в плен | 12.11.1946 г. — осуждён за военные преступления военным трибуналом войск МВД Харьковской области и приговорён к высшей мере наказания, казнён в январе 1947 г. |
| 250 | Герберт Михаэлис                                      | генерал-майор                                                                                                 | командир 95-й пехотной дивизии | 28.06.1944                                 | взят в плен у г. Борисов (Минская область, Белорусская ССР) | осуждён за военные преступления военным трибуналом войск МВД Витебской области и приговорён к 25 годам исправительно-трудовых лагерей, передан властям ФРГ и освобождён 8.10.1955 г. |
| 251 | Ганс Микош                                            | генерал-лейтенант                                                                                             | комендант укреплений в Восточной Пруссии | 10.04.1945                                 | взят в плен в г. Кёнигсберг | 7.06.1950 г. — осуждён за военные преступления военным трибуналом войск МВД Московского округа и приговорён к 25 годам исправительно-трудовых лагерей, передан властям ФРГ и освобождён 8.10.1955 г. |
| 252 | Вильгельм Монке                                       | бригадефюрер СС и генерал-майор войск СС                                                                      | командир боевой группы «Монке» | 2.05.1945                                  | взят в плен в г. Берлин | 13.02.1952 г. — осуждён за военные преступления военным трибуналом войск МВД Московского округа и приговорён к 25 годам тюремного заключения, передан властям ФРГ и освобождён 10.10.1955 г. |
| 253 | Герман Моль                                           | генерал-лейтенант люфтваффе                                                                                   | в отставке | 26.04.1945                                 | взят в плен в г. Берлин | 29.06.1950 — осуждён за военные преступления военным трибуналом войск МВД Московского округа и приговорён к 25 годам исправительно-трудовых лагерей, передан властям ФРГ и освобождён 7.10.1955 г. |
| 254 | Георг Мориц                                           | генерал-майор                                                                                                 | в отставке | 5.05.1945                                  | взят в плен в г. Берлин | 29.08.1949 — осуждён за военные преступления военным трибуналом войск МВД Эстонской ССР и приговорён к 25 годам исправительно-трудовых лагерей, передан властям ФРГ и освобождён 28.09.1953 г. |
| 255 | Гильмар Мозер                                         | генерал-лейтенант в распоряжении сухопутных сил, группенфюрер СС                                              | комендант укреплённого района «Люблин» | 25.07.1944                                 | взят в плен у г. Люблин | 26.05.1946 г. — передан польским властям, в декабре 1952 г. — осуждён за военные преступления окружным судом в г. Люблин и приговорён к 7 годам заключения, передан властям ФРГ и освобождён в декабре 1953 г. |
| 256 | Вилли Мозер                                           | генерал артиллерии                                                                                            | командир корпусной группы «Мозер» | 9.05.1945                                  | взят в плен у г. Мельник | умер от туберкулеза лёгких в тюрьме Nо 1 г. Свердловск 18.10.1948 г. |
| 257 | Ангело Мюллер                                         | генерал-лейтенант                                                                                             | начальник 308-го главного артиллерийского командования | май 1945                                   | интернирован шведскими властями, комендант лагеря, | 24.01.1946 г. — передан представителям РККА, 9.05.1950 г. — осуждён за военные преступления военным трибуналом войск МВД Белорусского округа и приговорён к 25 годам исправительно-трудовых лагерей, передан властям ФРГ и освобождён 6.10.1955 г. |
| 258 | Дитрих Эрнст Август фон Мюллер                        | генерал-лейтенант                                                                                             | командир 16-й танковой дивизии | 19.04.1945                                 | взят в плен чехословацкими партизанами и передан представителям РККА | 10.03.1950 г. — осуждён за военные преступления военным трибуналом войск МВД Эстонской ССР и приговорён к 25 годам исправительно-трудовых лагерей, передан властям ФРГ и освобождён 9.10.1955 г. |
| 259 | Эрих Мюллер                                           | генерал-лейтенант                                                                                             | командир дивизии Nо 603 | 9.05.1945                                  | взят в плен у г. Табор | 30.08.1949 г. — осуждён за военные преступления военным трибуналом войск МВД Львовского округа и приговорён к 25 годам исправительно-трудовых лагерей, передан властям ФРГ и освобождён 10.10.1955 г. |
| 260 | Ганс Людвиг Мюллер                                    | генерал-майор                                                                                                 | комендант гарнизонной комендатуры Nо 192 «Гробин» | 9.05.1945                                  | взят в плен у г. Гробиня | 2.12.1919 г. — осуждён за военные преступления военным трибуналом войск МВД Латвийской ССР и приговорён к 25 годам исправительно-трудовых лагерей, передан властям ФРГ и освобождён 7.10.1955 г. |
| 261 | Курт Петер Мюллер                                     | бригадефюрер СС и генерал-майор войск СС                                                                      | начальник медицинской службы 5-го добровольческого горного корпуса СС | 2.05.1945                                  | взят в плен в г. Берлин | 27.06.1950 г. — осуждён за военные преступления военным трибуналом войск МВД Московской области и приговорён к 25 годам исправительно-трудовых лагерей, передан властям ФРГ и освобождён 7.10.1955 г. |
| 262 | Иоганн Людвиг Мюллер                                  | генерал от инфантерии                                                                                         | командир 44-го армейского корпуса | 21.08.1944                                 | взят в плен румынскими войсками, передан советским властям | 1.11.1949 г. — осуждён за военные преступления военным трибуналом войск МВД Краснодарского края и приговорён к 25 годам исправительно-трудовых лагерей, передан властям ФРГ и освобождён 9.10.1955 г. |
| 263 | Зигфрид Иоганнес Оскар Мюллер                         | оберст-арц, генерал-арц — с 1.03.1944 г.                                                                      | начальник медицинской службы 8-го армейского корпуса | 1.02.1943                                  | взят в плен в г. Сталинград | передан властям ФРГ и освобождён 7.01.1956 г. |
| 264 | Винценц Мюллер                                        | генерал-лейтенант                                                                                             | командир 12-го армейского корпуса | 8.07.1944                                  | взят в плен у деревни Самохваловичи | вступил в антифашистский Национальный комитет «Свободная Германия» 03.08.1944 г. переведён в лагерь органов репатриации Nо 69 г. Франкфурт-на-Одере, Восточная (советская) зона оккупации Германии освобождён 16.09.1948 г. |
| 265 | Ариберт Мюллер-Арле                                   | генерал-майор люфтваффе                                                                                       | квартирмейстер 3-го командования авиационной области | 19.06.1946                                 | арестован в г. Дрезден | 19.10.1949 г. — переведён в лагерь органов репатриации Nо 69 г. Франкфурт-на-Одере, передан властям ФРГ и освобождён 22.10.1949 г. |
| 266 | Клаус Мюллер-Бюлов                                    | генерал-майор                                                                                                 | командир 246-й пехотной дивизии | 3.07.1944                                  | взят в плен в лесу юго-восточнее г. Полоцк | предстал перед военным трибуналом Прибалтийского военного округа, заседавшим 29.11 — 3.12.1947 г. в городском театре г. Витебск (Белорусская ССР), осуждён за военные преступления и приговорён к 25 годам исправительно-трудовых лагерей, умер от сердечно-сосудистой недостаточности и нефросклероза в режимном лагере военнопленных Nо 476 (г. Асбест, Свердловская область) 5.02.1954 г. |
| 267 | Вернер Муммерт                                        | генерал-майор резерва                                                                                         | командир танковой дивизии «Мюнхеберг» | 8.05.1945                                  | взят в плен у г. Берлин | умер от двустороннего пиелонефрита и опухоли мочевого пузыря в спецгоспитале Nо 3840 (г. Шуя, Ивановская область) 26.01.1950 г. |
| 268 | Иоганнес Недтвиг                                      | генерал-майор                                                                                                 | командир 454-й охранной дивизии | 22.07.1944                                 | взят в плен в г. Броды | 28.11.1949 г. — осуждён за военные преступления военным трибуналом войск МВД Эстонской ССР и приговорён к 25 годам исправительно-трудовых лагерей, передан властям ФРГ и освобождён 6.10.1955 г. |
| 269 | Ганс Негенданк                                        | генерал-майор                                                                                                 | начальник связи группы армий «Курляндия» | 8.05.1945                                  | взят в плен в Латвии | 21.04.1950 г. — переведён в лагерь органов репатриации Nо 69 г. Франкфурт-на-Одере, передан властям ФРГ и освобождён 24.04.1950 г. |
| 270 | Карл Август Нергер                                    | почётное звание контр-адмирала                                                                                | в отставке | 15.08.1945                                 | арестован СМЕРШ | умер в спецлагере НКВД Nо 7 «Захсенхаузен» 12.01.1947 г. |
| 271 | Вернер Нойман                                         | генерал-майор                                                                                                 | командир 563-й народно-гренадерской дивизии | 9.05.1945                                  | взят в плен в Латвии | 27.04.1950 г. — осуждён за военные преступления военным трибуналом войск МВД Воронежской области и приговорён к 25 годам исправительно-трудовых лагерей, передан властям ФРГ и освобождён 7.10.1955 г. |
| 272 | Георг Нейман                                          | генерал-майор                                                                                                 | в отставке | 1945                                       | арестован СМЕРШ | умер в спецлагере НКВД Nо 4 8.01.1947 г. |
| 273 | Гельмут Никкельман                                    | генерал-майор                                                                                                 | командующий охранных войск 1-й танковой армии | 10.05.1945                                 | взят в плен в г. Часлав | 17.06.1950 г. — осуждён за военные преступления военным трибуналом войск МВД Киевской области и приговорён к 25 годам исправительно-трудовых лагерей, передан властям ФРГ и освобождён 7.01.1956 г. |
| 274 | Георг фон Нибеккер                                    | генерал-майор                                                                                                 | в отставке | 19.09.1945                                 | арестован в г. Веймар | умер от паралича сердца в спецгоспитале Nо 3840 (г. Шуя, Ивановская область) 25.08.1947 г. |
| 275 | Гюнтер фон Нибельшюц                                  | генерал-лейтенант                                                                                             | в отставке | 26.01.1945                                 | захвачен в плен | расстрелян в поместье Шильдек 26.01.1945 г. |
| 276 | Оскар фон Нидермайер                                  | генерал-майор                                                                                                 | военный советник во Франции | 24.01.1945 г.                              | арестован гестапо «за высказывание пораженческих настроений» | находился в заключении в тюрьме г. Торгау, освобождён союзниками 25.04.1945 г., 16.05.1945 г. — передан советским властям, 2 06.1945 г. — арестован УКР СМЕРШ 1-го Украинского фронта, 10.07.1948 г. — осуждён за военные преступления Особым совещанием при министре государственной безопасности СССР и приговорён к 25 годам исправительно-трудовых лагерей, умер в особой тюрьме МВД СССР Nо 2 («Владимирский централ», г. Владимир) 25.09.1948 г. |
| 277 | Генрих Нихоф                                          | генерал-лейтенант                                                                                             | в отставке | 7.12.1945                                  | арестован СМЕРШ | умер в тюрьме район Кёпеник 19.02.1946 г. |
| 278 | Герман Нихоф                                          | генерал от инфантерии                                                                                         | комендант укреплённого района «Бреслау» | 6.05.1945                                  | взят в плен в г. Бреслау | 16.06.1950 г. — осуждён за военные преступления военным трибуналом войск МВД Московской области и приговорён к 25 годам исправительно-трудовых лагерей, передан властям ФРГ и освобождён 8.10.1955 г. |
| 279 | Фридрих Нихуус                                        | генерал-майор люфтваффе                                                                                       | командир аэродромного узла 5/XI | 10.05.1945                                 | взят в плен у г. Пльзень | 17.12.1949 г. — осуждён за военные преступления военным трибуналом войск МВД Белорусского округа и приговорён к 25 годам исправительно-трудовых лагерей, умер от сердечной недостаточности в Лежневском лагере военнопленных Nо 48 (село Чернцы, Лежневский район, Ивановская область) 23.11.1951 г. |
| 280 | Рудольф Ноак                                          | генерал-майор                                                                                                 | командир 7-й пехотной дивизии | 9.05.1945                                  | взят в плен на Хельской косе | 13.12.1949 г. — осуждён за военные преступления военным трибуналом войск МВД Минской области и приговорён к 25 годам исправительно-трудовых лагерей, умер от сердечно-сосудистой недостаточности в Лежнёвском лагере военнопленных Nо 48 (село Чернцы, Лежнёвский район, Ивановская область) 30.07.1954 г. |
| 281 | Франц Новак                                           | генерал-лейтенант люфтваффе                                                                                   | в отставке | 3.07.1945                                  | арестован в г. Потсдам | 11.10.1949 г. — переведён в лагерь органов репатриации Nо 69 г. Франкфурт-на-Одере, передан властям ФРГ и освобождён 20.10.1949 г. |
| 282 | Ганс Нубер                                            | генерал-лейтенант люфтваффе                                                                                   | в отставке | 16.06.1945                                 | арестован СМЕРШ | умер в плену 28.10.1945 г. |
| 283 | Вильгельм Франсис Охснер                              | генерал-лейтенант                                                                                             | командир 31-й пехотной дивизии | 12.07.1944                                 | взят в плен у г. Минск (Белорусская ССР) | предстал перед военным трибуналом Белорусского военного округа, заседавшим 28.10 — 4.11.1947 г. в гарнизонном Доме офицеров г. Бобруйск (Белорусская ССР), осуждён за военные преступления и приговорён к 25 годам исправительно-трудовых лагерей, передан властям ФРГ и освобождён 11.10.1955 г. |
| 284 | Курт Ольман                                           | генерал-арц                                                                                                   | начальник медицинской службы 2-й армии | 8.05.1945                                  | взят в плен на Хельской косе | 15.11.1947 г. — осуждён за военные преступления военным трибуналом войск МВД Курской области и приговорён к 25 годам исправительно-трудовых лагерей, умер от паралича сердца в стационаре лагерного пункта «Кирпичный завод Nо 2» Воркутинского исправительно-трудового лагеря (г. Воркута, Коми АССР) 26.07.1948 г. |
| 285 | Курт фон Остеррайх                                    | генерал-лейтенант                                                                                             | в отставке | 3.10.1945                                  | арестован СМЕРШ в г. Гюстров | умер в плену 24.10.1949 г. |
| 286 | Якоб Онакер                                           | генерал-майор                                                                                                 | в отставке | 1.08.1945                                  | арестован в г. Берлин | пропал без вести, предположительно умер в одном из спецлагерей НКВД |
| 287 | Рихард Оссиг                                          | генерал-майор люфтваффе                                                                                       | командир аэродромного узла 5/XVII | 8.05.1945                                  | взят в плен в Чехословакии | передан властям ФРГ и освобождён 21.04.1950 г. |
| 288 | Пауль Отто                                            | генерал от инфантерии                                                                                         | в отставке | 16.07.1945                                 | арестован в деревне Кляйн-Куссевиц | передан властям ФРГ и освобождён 19.10.1949 г. |
| 289 | Карл Пакросс                                          | вице-адмирал — инженер                                                                                        | военно-промышленный инспектор 2-го военно-морского округа «Штеттин» | 26.04.1945                                 | взят в плен советскими войсками | умер в 1945 г. |
| 290 | Гельмут фон Панвиц                                    | генерал-лейтенант, группенфюрер СС и генерал-лейтенанта войск СС                                              | командир 15-го казачьего кавалерийского корпуса ВС КОНР | 26.05.1945                                 | взят в плен английскими войсками в селе Мюлен | 28.05.1945 г. — выдан англичанами советским властям на мосту через реку Мур в г. Юденбург, 15.01.1947 г. — осуждён за военные преступления Военной Коллегией Верховного Суда СССР и приговорён к высшей мере наказания, повешен в г. Москва 16.01.1947 г., 23.04.1996 г. — постановлением Главной военной прокуратурой признан жертвой политических репрессий и реабилитирован, 28.06.2001 г. — постановлением Генеральной прокуратуры РФ реабилитация отменена. |
| 291 | Фридрих Вильгельм Эрнст Паулюс                        | генерал-фельдмаршал                                                                                           | командующий 6-й армии | 31.01.1943                                 | взят в плен в г. Сталинград | Вступил в антифашистский Национальный комитет «Свободная Германия» 12.08.1944 г. освобождён и репатриирован в ГДР 24.10.1953 г. |
| 292 | Бронислав Павель                                      | генерал-майор                                                                                                 | генерал для особых поручений группы армий «Курляндия» | 8.05.1945                                  | взят в плен у г. Кулдига | предстал перед военным трибуналом Прибалтийского военного округа, заседавшим 26.01 — 3.02.1946 г. в г. Рига (Латвийская ССР), осуждён за военные преступления и приговорён к высшей мере наказания, повешен на площади Узварас (Победы) в г. Рига (Латвийская ССР) 3.02.1946 г. |
| 293 | Макс Пфефер                                           | генерал артиллерии                                                                                            | командир 4-го армейского корпуса | 31.01.1943                                 | взят в плен в г. Сталинград | 31.12.1949 г. — осуждён за военные преступления военным трибуналом войск МВД Харьковской области и приговорён к 25 годам исправительно-трудовых лагерей, умер от злокачественной опухоли левого бедра в Лежневском лагере военнопленных № 48 (село Чернцы, Лежневский район, Ивановская область) 31.12.1955 г. |
| 294 | Карл Пфеффер-Вильденбрух                              | обергруппенфюрер СС и генерал войск СС и полиции                                                              | командир 9-го (хорватского) горнострелкового корпуса | 12.02.1945                                 | тяжело ранен, взят в плен в г. Будапешт (Венгрия), | 10.08.1949 г. — осуждён за военные преступления военным трибуналом войск МВД Латвийской ССР и приговорён к 25 годам исправительно-трудовых лагерей, передан властям ФРГ и освобождён 9.10.1955 г. |
| 295 | Курт Пфлюгбейль                                       | генерал авиации                                                                                               | командующий Командования ВВС «Курляндия» | 10.05.1945                                 | взят в плен в Латвии | 8.06.1950 г. — осуждён за военные преступления военным трибуналом войск МВД Московского округа и приговорён к 25 годам исправительно-трудовых лагерей, передан властям ФРГ и освобождён 4.01.1954 г. |
| 296 | Артур Мартин Флепс                                    | обергруппенфюрер СС и генерал войск СС                                                                        | командир 5-го добровольческого горного корпуса, одновременно командир корпусной группы «Семиградье» и старший начальник СС и полиции «Семиградье»                                           | 21.09.1944                                 | взят в плен севернее г. Арад | убит при попытке к бегству |
| 297 | Ганс Пикенброк                                        | генерал-лейтенант                                                                                             | командир 208-й пехотной дивизии и одновременно вр.и.д. командира 59-го армейского корпуса                                                                                                   | 12.05.1945                                 | взят в плен в Чехословакии | 26.03.1952 г. — осуждён за военные преступления Военной коллегией Верховного суда СССР и приговорён к 25 годам исправительно-трудовых лагерей, передан властям ФРГ и освобождён 11.10.1955 г. |
| 298 | Вольфганг Мориц Дельфин фон Плото                     | генерал-лейтенант                                                                                             | в отставке | 1945                                       | арестован СМЕРШ | умер в плену в 9.11.1946 |
| 299 | Ганс Подцун                                           | генерал-майор полиции                                                                                         | в отставке | 1945                                       | арестован СМЕРШ | умер в спецлагере НКВД Nо 1 близ г. Мюльберг-на-Эльбе 21.03.1946 г. |
| 300 | Герхард Август Вольфганг Софус Пёль                   | генерал-лейтенант                                                                                             | комендант г. Ольмюц | 9.05.1945                                  | взят в плен у г. Табор | 2.11.1946 г. — осуждён за военные преступления военным трибуналом Ивановского гарнизона Московского военного округа и приговорён к высшей мере наказания, казнён в г. Красногорск (Московская область) в августе 1947 г. |
| 301 | Георг Вильгельм Постель                               | генерал-лейтенант                                                                                             | вр.и.д. командира 30-го армейского корпуса | 30.08.1944                                 | взят в плен в Румынии | 4.06.1949 г. — осуждён за военные преступления военным трибуналом войск МВД Харьковской области и приговорён к 25 годам исправительно-трудовых лагерей, умер от туберкулёза лёгких в Шахтинском лагере военнопленных Nо 182 (г. Шахты, Ростовская область) 20.09.1953 г. |
| 302 | Август Прахенски                                      | генерал-майор                                                                                                 | командир боевой группы «Прахенски» | 8.05.1945                                  | взят в плен | в мае 1945 г. — передан югославским властям, в 1949 г. — осуждён за военные преступления Народным судом г. Вршац и приговорён к каторжным работам, передан властям ФРГ и освобождён 1953 г. |
| 303 | Роберт Преториус                                      | генерал-лейтенант                                                                                             | в отставке | 9.06.1945                                  | арестован в деревне Обершлема | переведён в лагерь органов репатриации Nо 69 г. Франкфурт-на-Одере, передан властям ФРГ и освобождён 19.10.1949 г. |
| 304 | Эрих Прё                                              | генерал-майор люфтваффе                                                                                       | в отставке, военный советник управления окружного штаба фольксштурма в г. Прага | 9.05.1945                                  | взят в плен в г. Прага | 17.12.1949 г. — осуждён за военные преступления военным трибуналом войск МВД Белорусского округа и приговорён к 25 годам исправительно-трудовых лагерей, передан властям ФРГ и освобождён 4.01.1954 г. |
| 305 | Фридрих Карл Рабе фон Паппенгейм                      | генерал-лейтенант                                                                                             | командир 97-й егерской дивизии | 9.05.1945                                  | взят в плен в г. Писек | 3.07.1950 г. — осуждён за военные преступления военным трибуналом войск МВД Московского округа и приговорён к 25 годам исправительно-трудовых лагерей, передан властям ФРГ и освобождён 1.10.1955 г. |
| 306 | Георг Радзий                                          | генерал-лейтенант                                                                                             | командир 169-й пехотной дивизии | 28.04.1945                                 | взят в плен у деревни Хальбе | 28.06.1950 г. — осуждён за военные преступления военным трибуналом войск МВД Московского округа и приговорён к 25 годам исправительно-трудовых лагерей, передан властям ФРГ и освобождён 7.10.1955 г. |
| 307 | Эрих Ганс Альберт Редер                               | гроссадмирал                                                                                                  | адмирал-инспектор военно-морского флота | 23.06.1945                                 | арестован в г. Потсдам | в качестве подсудимого как главный военный преступник предстал перед Международным военным трибуналом в г. Нюрнберг, осуждён по трём пунктам обвинения («преступления против мира», «военные преступления», «преступления против человечности») и приговорён к пожизненному тюремному заключению, отбывал заключение в тюрьме г. Шпандау, освобождён по состоянию здоровья 26.09.1955 г. |
| 308 | Август Ресс                                           | генерал-арц                                                                                                   | старший офицер медицинской службы при Германской миссии сухопутных войск в Румынии | 29.08.1944                                 | взят в плен румынскими войсками в г. Бухарест | 8.09.1944 г. — передан советским властям, 21.04.1950 г. — переведён в лагерь органов репатриации Nо 69 г. Франкфурт-на-Одере, передан властям ФРГ и освобождён 21.04.1950 г. |
|     | Герман Ренч                                           | генерал-майор                                                                                                 | командующий 5-м военным округом | 1943                                       | взят в плен в г. Сталинград | вступил в антифашистский Национальный комитет «Свободная Германия» в июле 1943 г. освобождён в 1945 г. |
| 309 | Вильгельм Райтель                                     | генерал-лейтенант                                                                                             | командир пехотной дивизии «Бервальде» | 7.03.1945                                  | взят в плен в г. Шифельбайн | 12.06.1950 г. — осуждён за военные преступления военным трибуналом войск МВД Киевской области и приговорён к 25 годам исправительно-трудовых лагерей, передан властям ФРГ и освобождён 9.10.1955 г. |
| 310 | Вернер Ранк                                           | генерал-лейтенант                                                                                             | командир 218-й пехотной дивизии | 9.05.1945                                  | взят в плен в Латвии | 14.12.1949 г. — осуждён за военные преступления военным трибуналом войск МВД Эстонской ССР и приговорён к 25 годам исправительно-трудовых лагерей, передан властям ФРГ и освобождён 10.10.1955 г. |
| 311 | Фридрих Георг Хуго Карл фон Раппард                   | генерал-лейтенант                                                                                             | командир 7-й пехотной дивизии | 10.05.1945                                 | взят в плен в устье реки Висла | предстал перед военным трибуналом Ленинградского военного округа, заседавшим 24 — 31.01.1946 г. в кинотеатре «Победа» в г. Великие Луки, осуждён за военные преступления и приговорён к высшей мере наказания, повешен на Рыночной площади г. Великие Луки 1.02.1946 г. |
| 312 | Эрих Рашик                                            | генерал от инфантерии                                                                                         | в резерве командного состава ОКХ | 8.05.1945                                  | взят в плен | умер в спецлагере НКВД Nо 1 близ г. Мюльберг-на-Эльбе 31.05.1946 г. |
| 313 | Александр Ратклиффе                                   | генерал-майор                                                                                                 | комендант укреплённого района «Орша» | 6.08.1944                                  | взят в плен в г. Орша (Витебская область, Белорусская ССР), | передан властям ФРГ и освобождён 29.11.1949 г. |
| 314 | Антон Ратке                                           | генерал-лейтенант                                                                                             | комендант обороны г. Галле | май 1945                                   | взят в плен | умер в Бутырской тюрьме (г. Москва) 1.07.1945 г. |
| 315 | Иоганн Раттенхубер                                    | группенфюрер СС и генерал-лейтенант полиции                                                                   | начальник Имперской службы безопасности и личной охраны фюрера | 2.05.1945                                  | взят в плен в г. Берлин | 15.02.1952 г. — осуждён за военные преступления военным трибуналом войск МВД Московского округа и приговорён к 25 годам исправительно-трудовых лагерей, передан властям ФРГ и освобождён 10.10.1955 г. |
| 316 | Йозеф Раух                                            | генерал-майор                                                                                                 | командир 18-й панцер-гренадёрской дивизии | 2.05.1945                                  | взят в плен в г. Берлин | 9.12.1949 г. — осуждён за военные преступления военным трибуналом войск МВД Минской области и приговорён к 25 годам исправительно-трудовых лагерей, передан властям ФРГ и освобождён 10.10.1955 г. |
| 317 | Отто Раузер                                           | генерал-майор                                                                                                 | начальник тыла (обер-квартирмейстер) группы армий «Курляндия» | 9.05.1945                                  | взят в плен в г. Айзпуте | 7.07.1949 г. — осуждён за военные преступления военным трибуналом войск МВД Новгородской области и приговорён к 25 годам исправительно-трудовых лагерей, передан властям ФРГ и освобождён 7.01.1956 г. |
| 318 | Вальтер Рейх                                          | генерал-штабс-интендант                                                                                       | в отставке | 1.07.1945                                  | арестован в деревне Вильгельмсхорст | умер от пневмонии в спецгоспитале Nо 3840 (г. Шуя, Ивановская область) 5.10.1947 г. |
| 319 | Рихард Рейман                                         | генерал артиллерии                                                                                            | командир 1-го зенитного корпуса | 14.05.1945                                 | взят в плен у г. Прага | 8.06.1950 г. — осуждён за военные преступления военным трибуналом войск МВД Белорусского округа и приговорён к 25 годам исправительно-трудовых лагерей, передан властям ФРГ и освобождён 9.10.1955 г. |
| 320 | Константин Рембе                                      | генерал-майор, генерал-люфтшуцфюрер                                                                           | руководитель территориальной (земельной) группы «Тюрингия» Имперского союза противовоздушной обороны                                                                                        | 7.09.1945                                  | арестован в г. Эрфурт | 7.06.1950 г. — осуждён за военные преступления военным трибуналом войск МВД Московского округа и приговорён к 25 годам исправительно-трудовых лагерей, передан властям ФРГ и освобождён 28.09.1953 г. |
| 321 | Генрих Ремлингер                                      | генерал-майор                                                                                                 | комендант г. Пскова затем г. Будапешта | 15.02.1945                                 | взят в плен в г. Будапешт | предстал перед военным трибуналом Ленинградского военного округа, заседавшим 28.12.1945 — 4.01.1946 г. в Выборгском доме культуры г. Ленинград, осуждён за военные преступления и приговорён к высшей мере наказания, повешен на площади Калинина г. Ленинград 5.01.1946 г. |
| 322 | Отто Карл Ренольди                                    | генерал-штабс-арц                                                                                             | начальник медицинской службы 6-й армии | 28.01.1943                                 | взят в плен в г. Сталинград | 31.05.1950 г. — осуждён за военные преступления военным трибуналом войск МВД Сталинградской области и приговорён к 25 годам исправительно-трудовых лагерей, передан властям ФРГ и освобождён 8.10.1955 г. |
| 323 | Эрих Ройтер                                           | генерал-лейтенант                                                                                             | командир 46-й пехотной дивизии | 9.05.1945                                  | взят в плен в Чехословакии | 7.06.1950 г. — осуждён за военные преступления военным трибуналом войск МВД Московского округа и приговорён к 25 годам исправительно-трудовых лагерей, передан властям ФРГ и освобождён 10.10.1955 г. |
| 324 | Иоганн Георг Рихерт                                   | генерал-лейтенант                                                                                             | командир 35-й пехотной дивизии | 4.05.1945                                  | взят в плен у г. Данциг | предстал перед военным трибуналом Минского военного округа, заседавшим 15 — 29.01.1946 г. в окружном доме офицеров г. Минск (Белорусская ССР), осуждён за военные преступления и приговорён к высшей мере наказания, повешен на ипподроме г. Минск (Белорусская ССР) 30.01.1946 г. |
| 325 | Ганс Ринге                                            | генерал-майор посмертно — с 1.03.1943 г.                                                                      | комендант 243-й полевой комендатуры «Ворошиловград» | 20.01.1943                                 | взят в плен у г. Сталинград | пропал без вести |
| 326 | Эрнст Вальтер Риссе                                   | генерал-лейтенант                                                                                             | командир 225-й пехотной дивизии | 9.05.1945                                  | взят в плен в г. Приекуле | 19.07.1949 г. — осуждён за военные преступления военным трибуналом войск МВД Ленинградской области и приговорён к 25 годам исправительно-трудовых лагерей, передан властям ФРГ и освобождён 6.10.1955 г. |
| 327 | Георг фон Ритберг                                     | генерал-лейтенант                                                                                             | командир 88-й пехотной дивизии | 27.01.1945                                 | взят в плен в г. Радом | 12.05.1949 г. — осуждён за военные преступления военным трибуналом войск МВД Смоленской области и приговорён к 25 годам исправительно-трудовых лагерей, передан властям ФРГ и освобождён 9.10.1955 г. |
| 328 | Ганс Риттер                                           | генерал авиации                                                                                               | в отставке | 3.07.1945                                  | арестован СМЕРШ в деревне Нустров | 28.06.1950 г. — осуждён за военные преступления военным трибуналом войск МВД Московского округа и приговорён к 25 годам исправительно-трудовых лагерей, передан властям ФРГ и освобождён 10.10.1955 г. |
| 329 | Эммо фон Роден                                        | генерал-майор                                                                                                 | командир 286-й пехотной дивизии | 2.05.1945                                  | взят в плен в г. Берлин | убит при попытке к бегству 3.05.1945 г. |
| 330 | Карл Роденбург                                        | генерал-лейтенант                                                                                             | командир 76-й пехотной дивизии | 31.01.1943                                 | взят в плен в г. Сталинград | 15.11.1949 г. — осуждён за военные преступления военным трибуналом войск МВД Минской области и приговорён к 25 годам исправительно-трудовых лагерей, передан властям ФРГ и освобождён 10.10.1955 г. |
| 331 | Карл фон Родер                                        | генерал-майор                                                                                                 | в отставке, при Главном командовании вооружённых сил | 25.09.1945                                 | арестован в Берлин | пропал без вести, постановлением окружного суда г. Вернигероде объявлен умершим 31.12.1950 г. |
| 332 | Эрвин фон Рёмер                                       | генерал-лейтенант люфтваффе                                                                                   | в отставке | 25.06.1945                                 | арестован в деревне Преров | умер от кровоизлияния в мозг, кардиодистрофии и пневмонии в спецгоспитале Nо 3840 (г. Шуя, Ивановская область) 25.02.1948 г. |
| 333 | Курт Рёпке                                            | генерал от инфантерии                                                                                         | командир 29-го армейского корпуса | 8.05.1945                                  | ранен у г. Писек, взят в плен американскими войсками | 20.05.1945 г. — передан советским властям, предстал перед военным трибуналом Киевского военного округа, заседавшим 27 — 30.10.1947 г. в Государственном театре оперы и балета г. Сталино (Украинская ССР), осуждён за военные преступления и приговорён к 25 годам исправительно-трудовых лагерей, передан властям ФРГ и освобождён 7.01.1956 г. |
| 334 | Ганс Бернд Христиан фон Рор                           | генерал-майор                                                                                                 | командир 715-й пехотной дивизии | 8.05.1945                                  | взят в плен в г. Писек | в 1945 г. — передан польским властям, репатриирован в Западную зону оккупации Германии и освобождён 9.06.1949 г. |
| 335 | Фриц Роске                                            | генерал-майор                                                                                                 | командир 71-й пехотной дивизии | 31.01.1943                                 | взят в плен в г. Сталинград | 29.12.1948 г. — осуждён за военные преступления военным трибуналом войск МВД Сталинградской области и приговорён к 25 годам исправительно-трудовых лагерей, передан властям ФРГ и освобождён 28.09.1953 г. |
| 336 | Курт Рюдигер                                          | генерал-лейтенант                                                                                             | комендант полигона «Миловиц» | 12.05.1945                                 | взят в плен в г. Миллен | 12.07.1949 г. — осуждён за военные преступления военным трибуналом войск МВД Ростовской области и приговорён к 25 годам исправительно-трудовых лагерей, передан властям ФРГ и освобождён 7.10.1955 г. |
| 337 | Эрнст Рюэ                                             | генерал-арц                                                                                                   | начальник медицинской службы тылового управления 8-го армейского корпуса и одновременно командования 8-го военного округа                                                                   | 9.05.1945                                  | взят в плен в г. Писек | 3.07.1950 г. — осуждён за военные преступления военным трибуналом войск МВД Московского округа и приговорён к 25 годам исправительно-трудовых лагерей, умер от кровоизлияния в мозг в Лежнёвском лагере военнопленных Nо 48 (село Чернцы, Лежнёвский район, Ивановская область) 12.02.1951 г. |
| 338 | Ганс Александр Рюле фон Лилинштерн                    | генерал-лейтенант                                                                                             | в отставке | 31.08.1945                                 | арестован СМЕРШ в деревне Бедхайм | переведён в лагерь органов репатриации Nо 69 г. Франкфурт-на-Одере, передан властям ФРГ и освобождён 19.10.1949 г. |
| 339 | Курт Рюле фон Лилинштерн                              | генерал-майор                                                                                                 | в отставке | 1945                                       | арестован СМЕРШ | умер в спецлагере НКВД Nо 2 «Бухенвальд» 8.01.1946 г. |
| 340 | Зигфрид Руфф                                          | генерал-лейтенант                                                                                             | комендант Риги, командир 609-й дивизии особого назначения | 6.05.1945                                  | взят в плен в г. Бреслау | предстал перед военным трибуналом Прибалтийского военного округа, заседавшим 26.01 — 3.02.1946 г. в г. Рига (Латвийская ССР), осуждён за военные преступления и приговорён к высшей мере наказания, повешен на площади Узварас (Победы) в г. Рига (Латвийская ССР) 3.02.1946 г. |
| 341 | Вильгельм Рихард Рунге                                | генерал-майор                                                                                                 | комендант г. Розенберг | май 1945                                   | взят в плен в Чехословакии | 20.05.1949 г. — осуждён за военные преступления военным трибуналом войск МВД Минской области и приговорён к 25 годам исправительно-трудовых лагерей, умер от язвенного туберкулёза кишечника в Лежневском лагере военнопленных Nо 48 (село Чернцы, Лежневский район, Ивановская область) 27.08.1954 г. |
| 342 | Йозеф Рупрехт                                         | генерал-майор                                                                                                 | комендант 607-й полевой комендатуры | 13.05.1945                                 | взят в плен в г. Сабиле | предстал перед военным трибуналом Ленинградского военного округа, заседавшим 7 — 21.12.1947 г. в здании городского театра г. Новгород, осуждён за военные преступления и приговорён к 25 годам исправительно-трудовых лагерей, умер от паралича сердца лагерном отделении Nо 6 режимного лагеря военнопленных Nо 476 (г. Асбест, Свердловская область) 19.12.1952 г. |
| 343 | Ганс Симон                                            | генерал-майор люфтваффе                                                                                       | командир 15-й зенитной дивизии | 29.08.1944                                 | взят в плен в Румынии | передан властям ФРГ и освобождён 15.12.1949 г. |
| 344 | Ганс Генрих Сикст фон Армин                           | генерал-лейтенант                                                                                             | командир 113-й пехотной дивизии | 20.01.1943                                 | взят в плен в г. Сталинград | 4.06.1949 г. — осуждён за военные преступления военным трибуналом войск МВД Минской области и приговорён к 25 годам исправительно-трудовых лагерей, умер от паралича сердечной деятельности в лагерном отделении Nо 6 режимного лагеря военнопленных Nо 476 (г. Асбест, Свердловская область) 1.04.1952 г. |
| 345 | Карл Ганс Максимилиан фон Лё Сюир                     | генерал горных войск                                                                                          | командир 49-го горного корпуса | 10.05.1945                                 | взят в плен в г. Йиглава | 5.06.1950 г. — осуждён за военные преступления военным трибуналом войск МВД Ростовской области и приговорён к 25 годам исправительно-трудовых лагерей, умер от инфаркта миокарда и туберкулёза лёгких в спецгоспитале Nо 5771 (г. Сталинград) 18.06.1954 г. |
| 346 | Иоганн Тарбук фон Зензенхорст                         | генерал-майор                                                                                                 | комендант 620-й полевой комендатуры | 23.01.1945                                 | взят в плен у г. Ченстохова | предстал перед военным трибуналом Белорусского военного округа, заседавшим 28.10 — 4.11.1947 г. в гарнизонном Доме офицеров г. Бобруйск (Белорусская ССР), осуждён за военные преступления и приговорён к 25 годам исправительно-трудовых лагерей, передан австрийским властям и освобождён в августе 1955 г. |
| 347 | Георг Тешнер                                          | генерал-майор люфтваффе                                                                                       | командир 1-й противовоздушной бригады | 5.09.1944                                  | взят в плен в Румынии | передан властям ФРГ и освобождён 11.10.1949 г. |
| 348 | Гюнтер Тесмар                                         | генерал-майор                                                                                                 | в отставке | 13.10.1945                                 | арестован СМЕРШ | пропал без вести |
| 349 | Генрих Тома                                           | генерал-майор                                                                                                 | командир дивизии Nо 432 | 8.05.1945                                  | взят в плен американскими войсками | 9.05.1945 г. — передан советским властям в г. Писек, умер от паралича сердца в спецгоспитале Nо 3840 (г. Шуя, Ивановская область) 30.10.1948 г. |
| 350 | Зигфрид Пауль Леонард Томашки                         | генерал артиллерии                                                                                            | командир 10-го армейского корпуса | 9.05.1945                                  | взят в плен в Латвии | 21.05.1949 г. — осуждён за военные преступления военным трибуналом войск МВД Ленинградской области и приговорён к 25 годам исправительно-трудовых лагерей, передан властям ФРГ и освобождён 10.10.1955 г. |
| 351 | Вернер Тиллессен                                      | адмирал | начальник Германского штаба связи ВМФ в Румынии | 23.08.1944                                 | взят в плен румынскими войсками | 2.09.1944 г. — передан советским властям, 23.08.1951 г. — арестован сотрудниками МГБ СССР, умер от общего атеросклероза, при наличии отека головного мозга в больнице Бутырской тюрьмы МВД СССР 19.05.1953 г. |
| 352 | Август Вильгельм Трабандт                             | бригадефюрер СС и генерал-майор войск СС                                                                      | командир 31-й добровольческой гренадёрской дивизии | май 1945                                   | взят в плен | осуждён за военные преступления и приговорён к 25 годам исправительно-трудовых лагерей, передан властям ФРГ и освобождён в 1955 г. |
| 353 | Вальтер Тренкнер                                      | генерал-майор                                                                                                 | в отставке | 1945                                       | арестован СМЕРШ | умер в спецлагере НКВД Nо 1 близ г. Мюльберг-на-Эльбе 11.01.1946 г. |
| 354 | Ганс Эмиль Юлиус Людвиг Карл Траут                    | генерал-лейтенант                                                                                             | командир 78-й штурмовой дивизии | 6.07.1944                                  | взят в плен в деревне Смеловичи (Минская область, Белорусская ССР), | предстал перед военным трибуналом Белорусского военного округа, заседавшим 28.10 — 4.11.1947 г. в гарнизонном Доме офицеров г. Бобруйск (Белорусская ССР), осуждён за военные преступления и приговорён к 25 годам исправительно-трудовых лагерей, передан властям ФРГ и освобождён 6.10.1955 г. |
| 355 | Ганс Трёгер                                           | генерал-лейтенант                                                                                             | командир 13-й танковой дивизии | 09.09.1944                                 | взят в плен болгарскими войсками | 10.09.1944 г. — передан советским властям в г. Разград (Болгария), 26.06.1950 г. — осуждён за военные преступления военным трибуналом войск МВД Киевского округа и приговорён к 25 годам исправительно-трудовых лагерей, передан властям ФРГ и освобождён 8.10.1955 г. |
| 356 | Луи Тронье                                            | генерал-майор                                                                                                 | командир 62-й пехотной дивизии | 27.07.1944                                 | взят в плен в г. Кишинёв (Молдавская ССР), | 22.06.1950 г. — осуждён за военные преступления военным трибуналом войск МВД Московского округа и приговорён к 25 годам исправительно-трудовых лагерей, умер от кровоизлияния в мозг в Лежневском лагере военнопленных Nо 48 (село Чернцы, Лежневский район, Ивановская область) 27.01.1952 г. |
| 357 | Вольф фон Трота                                       | вице-адмирал                                                                                                  | в отставке | 4.12.1945 г.                               | в результате секретной операции советской разведки схвачен и вывезен из американской в советскую зону оккупации                                                                                              | умер в тюрьме г. Тельтов 31.01.1946 г. |
| 358 | Адольф Тровиц                                         | генерал-майор                                                                                                 | командир 57-й пехотной дивизии | 7.07.1944                                  | взят в плен у г. Минск (Белорусская ССР) | 3.10.1949 г. — осуждён за военные преступления военным трибуналом войск МВД Киевской области и приговорён к 25 годам исправительно-трудовых лагерей, передан властям ФРГ и освобождён 8.10.1955 г. |
| 359 | Вильгельм Улекс                                       | генерал артиллерии                                                                                            | в отставке | 16.05.1945                                 | арестован в г. Гюстров | 28.08.1949 г. — переведён в лагерь органов репатриации Nо 69 г. Франкфурт-на-Одере, Восточная (советская) зона оккупации Германии), передан властям ФРГ и освобождён 28.08.1949 г. |
| 360 | Отто Фридрих Иоганн Ульман                            | бригадефюрер СС с правом ношения формы генерал-майора полиции                                                 | полицай-президент Бреслау | 7.05.1945                                  | взят в плен в г. Бреслау | 1.07.1950 г. — осуждён за военные преступления военным трибуналом войск МВД Московского округа и приговорён к 25 годам исправительно-трудовых лагерей, умер от инфаркта миокарда в Лежневском лагере военнопленных Nо 48 (село Чернцы, Лежневский район, Ивановская область) 20.09.1955 г. |
| 361 | Христиан Узингер                                      | генерал-лейтенант                                                                                             | вр.и.д. командира 1-го армейского корпуса | 8.05.1945                                  | взят в плен у г. Приекуле | умер от общего туберкулёза лёгких в спецгоспитале Nо 3840 (г. Шуя, Ивановская область) 6.03.1948 г. |
| 362 | Ульрих Фассоль                                        | генерал-майор                                                                                                 | начальник 153-го артиллерийского управления | 31.01.1943                                 | взят в плен в г. Сталинград | 30.05.1950 г. — осуждён за военные преступления военным трибуналом войск МВД Северо-Кавказского округа и приговорён к 25 годам исправительно-трудовых лагерей, передан властям ФРГ и освобождён 7.10.1955 г. |
| 363 | Зигфрид Ферэйн                                        | генерал-лейтенант                                                                                             | командир 551-й народно-гренадерской дивизии | 28.04.1945                                 | взят в плен в г. Данциг | 14.07.1949 г. — осуждён за военные преступления военным трибуналом войск МВД Новгородской области и приговорён к 25 годам исправительно-трудовых лагерей, передан властям ФРГ и освобождён 8.10.1955 г. |
| 364 | Ганс Фирхов                                           | генерал-ветеринар                                                                                             | начальник ветеринарной службы 17-й армии | 9.05.1945                                  | взят в плен в г. Писек | 9.08.1950 г. — осуждён за военные преступления военным трибуналом войск МВД Киевской области и приговорён к 25 годам исправительно-трудовых лагерей, передан властям ФРГ и освобождён 8.10.1955 г. |
| 365 | Пауль Густав Фёлькерс                                 | генерал от инфантерии                                                                                         | командир 27-го армейского корпуса | 9.07.1944                                  | взят в плен в районе деревни Караваево Пуховичского района Минской области Беларуси | умер от кровоизлияния в мозг в Лежневском лагере военнопленных Nо 48 (село Чернцы, Лежневский район, Ивановская область) 23.01.1946 г. |
| 366 | Каспар Фёлькер                                        | генерал-майор                                                                                                 | командир 69-й пехотной дивизии | 9.04.1945                                  | взят в плен в г. Кёнигсберг | переведён в лагерь органов репатриации Nо 69 г. Франкфурт-на-Одере, передан властям ФРГ и освобождён 21.04.1950 г. |
| 367 | Фридрих Йобст Фолькамер фон Кирхензиттенбах           | генерал горных войск                                                                                          | командующий 16-й армии | 9.05.1945                                  | взят в плен в Латвии | 10.02.1949 г. — осуждён за военные преступления военным трибуналом войск МВД Псковской области и приговорён к 25 годам исправительно-трудовых лагерей, передан властям ФРГ и освобождён 8.10.1955 г. |
| 368 | Альфред Бернхард Карл Ойген фон Фоллярд-Боккельберг   | генерал артиллерии                                                                                            | в отставке | май 1945                                   | арестован СМЕРШ | пропал без вести в 1945 г., 11.07.1953 г. судом района Шёнеберг г. Берлин объявлен умершим 24.07.1945 г. |
| 369 | Ганс Эрих Фосс                                        | вице-адмирал                                                                                                  | постоянный представитель командующего Военно-морского флота в ставке фюрера | 2.05.1945                                  | взят в плен в г. Берлин | 10.08.1951 г. — арестован сотрудниками МГБ СССР, 16.02.1952 г. — осуждён за военные преступления военным трибуналом войск МВД Московского округа и приговорён к 25 годам исправительно-трудовых лагерей, передан властям ФРГ и освобождён 17.01.1955 г. |
| 370 | Ганс фон Фалькенштейн                                 | генерал-лейтенант                                                                                             | инспектор комплектования «Дрезден» | 9.05.1945                                  | взят в плен | 10.05.1949 г. — осуждён за военные преступления военным трибуналом войск МВД Брянской области и приговорён к 25 годам исправительно-трудовых лагерей, передан властям ФРГ и освобождён 10.10.1955 г. |
| 371 | Сигизмунд фон Фалькенштейн                            | генерал-майор люфтваффе                                                                                       | командир 3-й авиационной дивизии | 8.05.1945                                  | взят в плен в г. Страконице | 27.06.1950 г. — осуждён за военные преступления военным трибуналом войск МВД Московской области и приговорён к 25 годам исправительно-трудовых лагерей, передан властям ФРГ и освобождён 9.10.1955 г. |
| 372 | Йозеф Фейхтмейер                                      | генерал-лейтенант                                                                                             | в отставке | 1945                                       | арестован, пропал без вести, | постановлением окружного суда г. Вена от 4.12.1957 г. объявлен умершим 31.12.1945 г. |
| 373 | Эрнст Фессман                                         | генерал бронетанковых войск                                                                                   | в отставке | 5.06.1945                                  | арестован СМЕРШ | освобождён 30.09.1945 г. |
| 374 | Фридрих Финк                                          | генерал-интендант                                                                                             | интендант тылового управления 4-го армейского корпуса и одновременно командования 4-го военного округа                                                                                      | 8.05.1945                                  | взят в плен | умер в спецлагере НКВД Nо 1 близ г. Мюльберг-на-Эльбе 13.03.1946 г. |
| 375 | Герман фон Фишель                                     | адмирал | в отставке, командир батальона 3/809-го фольксштурма в г. Берлин, в мае 1945 г. — на лечении                                                                                                | 14.05.1945                                 | арестован СМЕРШ | умер от рака желудка в Бутырской тюрьме (г. Москва) 13.05.1950 г. |
| 376 | Готтард Фишер                                         | генерал-лейтенант                                                                                             | старший командир 303-го артиллерийского управления | 9.05.1945                                  | взят в плен в Латвии | 25.03.1949 г. — осуждён за военные преступления военным трибуналом войск МВД Ленинградской области и приговорён к 25 годам исправительно-трудовых лагерей, передан властям ФРГ и освобождён 10.10.1955 г. |
| 377 | Герман Фишер                                          | генерал-лейтенант                                                                                             | комендант тылового района 16-й армии | 9.05.1945                                  | взят в плен в Латвии | 11.06.1949 г. — осуждён за военные преступления военным трибуналом войск МВД Латвийской ССР и приговорён к 25 годам исправительно-трудовых лагерей, передан властям ФРГ и освобождён 7.10.1955 г. |
| 378 | Фейт Фишер                                            | генерал авиации                                                                                               | командующий 8-й авиационной области | 9.05.1945                                  | взят в плен в г. Карлсбад | 17.12.1949 г. — осуждён за военные преступления военным трибуналом войск МВД Белорусского округа и приговорён к 25 годам исправительно-трудовых лагерей, передан властям ФРГ и освобождён 7.10.1955 г. |
| 379 | Отто Вильгельм Фёрстер                                | генерал сапёрных войск                                                                                        | в отставке | 12.08.1945                                 | арестован в г. Ильменау | 3.06.1950 г. — осуждён за военные преступления военным трибуналом войск МВД Московской области и приговорён к 25 годам исправительно-трудовых лагерей, передан властям ФРГ и освобождён 8.10.1955 г. |
| 380 | Фридрих Фёрч                                          | генерал-лейтенант                                                                                             | начальник штаба группы армий «Курляндия» | 9.05.1945                                  | взят в плен в г. Кулдига | 29.06.1950 г. — осуждён за военные преступления военным трибуналом войск МВД Московской области и приговорён к 25 годам исправительно-трудовых лагерей, передан властям ФРГ и освобождён 9.10.1955 г. |
| 381 | Ганс-Иоахим Фуке                                      | генерал-майор (посмертно старшинство (RDA) с 1.02.1944 г.)                                                    | вр.и.д. командира корпусного отряда «Б» | 17.02.1944 г. (тяжело ранен)               | взят в плен | умер от ран 17.02.1944 г. |
| 382 | Вильгельм Фокс                                        | генерал-майор                                                                                                 | командир 30-го артиллерийского управления | 8.05.1945 г.                               | взят в плен | освобождён в 1950 г. |
| 383 | Фридрих Франек                                        | генерал-лейтенант                                                                                             | командир 73-й пехотной дивизии | 29.07.1944                                 | юго-восточнее г. Варшава | 11.06.1948 г. — переведён в лагерь органов репатриации Nо 36 г. Сигету-Мармацией, передан австрийским властям и освобождён 22.07.1948 г. |
| 384 | Удо Франсен                                           | генерал-лейтенант                                                                                             | в отставке | 24.05.1945                                 | арестован в г. Берлин | 28.08.1950 г. — осуждён за военные преступления военным трибуналом войск МВД Московского округа и приговорён к 25 годам исправительно-трудовых лагерей, передан властям ФРГ и освобождён 28.09.1953 г. |
| 385 | Готтард Антон Бернхард Альберт Франц                  | генерал-лейтенант                                                                                             | в распоряжении ВВС | 25.07.1945                                 | арестован СМЕРШ в имении Борсдорф | 19.10.1949 г. — переведён в лагерь органов репатриации Nо 69 г. Франкфурт-на-Одере, передан властям ФРГ и освобождён 2.11.1949 г. |
| 386 | Герман Френкинг                                       | генерал-майор                                                                                                 | командир 282-й пехотной дивизии | 24.08.1944                                 | взят в плен в г. Хуши | 28.09.1949 г. — осуждён за военные преступления военным трибуналом войск МВД Московского округа и приговорён к 25 годам исправительно-трудовых лагерей, передан властям ФРГ и освобождён 7.10.1955 г. |
| 387 | Вальтер Фрейтаг                                       | генерал-майор                                                                                                 | комендант укреплённого района «Эльбинг» | 12.08.1945                                 | арестован в г. Ремда-Тайхель | переведён в лагерь органов репатриации Nо 69 г. Франкфурт-на-Одере, Восточная (советская) зона оккупации Германии), освобождён 28.08.1949 г. |
| 388 | Людвиг Фрикке                                         | генерал-майор                                                                                                 | комендант укреплённого района «Грауденц» | 6.03.1945                                  | взят в плен в г. Грудзёндз | 25.05.1950 г. — осуждён за военные преступления военным трибуналом войск МВД Смоленской области и приговорён к 25 годам исправительно-трудовых лагерей, передан властям ФРГ и освобождён 6.10.1955 г. |
| 389 | Леопольд Фуггер фон Бабенхаузен                       | генерал-майор                                                                                                 | командир штаба противотанковой обороны 8-го командования авиационной области | 9.05.1945                                  | взят в плен в г. Писек | 17.08.1949 г. — арестован в Юрьевецком лагере военнопленных Nо 185 (г. Юрьевец, Ивановская область), 17.12.1949 г. — осуждён за военные преступления военным трибуналом войск МВД Белорусского округа и приговорён к 25 годам исправительно-трудовых лагерей, передан австрийским властям и освобождён 21.06.1955 г. |
| 390 | Ганс Эмиль Рихард фон Функ                            | генерал бронетанковых войск                                                                                   | в распоряжении сухопутных сил | 18.05.1945                                 | арестован в г. Бланкенбург | 7.06.1950 г. — осуждён за военные преступления трибуналом войск МВД Ивановской области и приговорён к 25 годам исправительно-трудовых лагерей, передан властям ФРГ и освобождён 7.10.1955 г. |
| 391 | Курт Хелинг                                           | генерал-майор                                                                                                 | командир 126-й пехотной дивизии | 8.05.1945                                  | взят в плен в Латвии | 21.04.1950 г. — переведён в лагерь органов репатриации Nо 69 г. Франкфурт-на-Одере, передан властям ФРГ и освобождён 28.03.1951 г. |
| 392 | Вильгельм Хенельт                                     | генерал авиации                                                                                               | в отставке | май 1945                                   | арестован СМЕРШ | умер в спецлагере НКВД Nо 7 «Захсенхаузен» 10.03.1946 г. |
| 393 | Герман Хенле                                          | генерал-лейтенант                                                                                             | командир 367-й пехотной дивизии | 10.04.1945                                 | взят в плен в г. Кёнигсберг | 16.05.1950 г. — осуждён за военные преступления военным трибуналом войск МВД Белорусского округа и приговорён к 25 годам исправительно-трудовых лагерей, передан властям ФРГ и освобождён 8.10.1955 г. |
| 394 | Зигфрид Хенике                                        | генерал от инфантерии                                                                                         | в отставке | 20.07.1945                                 | арестован | умер в спецлагере НКВД Nо 1 близ г. Мюльберг-на-Эльбе 19.02.1946 г. |
| 395 | Герман Хертель                                        | бригадефюрер СС и генерал-майор войск СС                                                                      | начальник (11-го) управления социального обеспечения Главного расово-поселенческого управления СС                                                                                           | 9.05.1945                                  | взят в плен | 21.08.1948 г. — осуждён за военные преступления Особым совещанием при министре государственной безопасности СССР и приговорён к 25 годам исправительно-трудовых лагерей, передан властям ФРГ и освобождён 10.10.1955 г. |
| 396 | Генрих фон дем Хаген                                  | генерал-лейтенант                                                                                             | в отставке | 6.05.1945                                  | арестован | убит при попытке сопротивления в своём поместье Вальдрогезен 6.05.1945 г. |
| 397 | Адольф Хаман                                          | генерал-лейтенант                                                                                             | комендант г. Бобруйск | 28.06.1944                                 | взят в плен | предстал перед военным трибуналом войск МВД Московского военного округа, заседавшим 25 — 29.12.1945 г. в гарнизонном Доме офицеров г. Брянск, осуждён за военные преступления и приговорён к высшей мере наказания, повешен на Театральной площади г. Брянск 30.12.1945 г. |
| 398 | Эрнст Хамель                                          | генерал-лейтенант                                                                                             | в отставке | май 1945                                   | освобождён в 1945 | |
| 516 | Эрнст Хаммер                                          | генерал-лейтенант                                                                                             | командир 190-й учебной полевой дивизии | 13.4.1945                                  | взят в плен советскими войсками | 8.10.1955 в качестве не амнистированного преступника передан властям ФРГ и освобождён. |
| 399 | Эрик Оскар Ханзен                                     | генерал кавалерии                                                                                             | Германский уполномоченный генерал при Главном командовании румынских вооружённых сил и одновременно глава Германской миссии сухопутных сил в Румынии                                        | 26.08.1944                                 | арестован румынскими властями | 1.09.1944 г. — передан советским властям, 23.08.1951 г. — арестован, 18.02.1952 г. — осуждён за военные преступления военным трибуналом войск МВД Московского округа и приговорён к 25 годам исправительно-трудовых лагерей, передан властям ФРГ и освобождён 10.10.1955 г. |
| 400 | Оттомар Ханзен                                        | генерал-майор                                                                                                 | вр.и.д. командира 121-й пехотной дивизии | 8.05.1945                                  | взят в плен | освобождён и репатриирован в ФРГ в 11.10.1955 г. |
| 401 | Ганс фон Ханштейн                                     | генерал-майор                                                                                                 | Начальник технических войск Главного командования сухопутных сил | 27.07.1945                                 | арестован в деревне Вальхаузен | 19.10.1949 г. — переведён в лагерь органов репатриации Nо 69 г. Франкфурт-на-Одере, передан властям ФРГ и освобождён 21.10.1949 г. |
| 402 | Вили Хармъянц                                         | генерал авиации                                                                                               | в отставке | 24.05.1945                                 | арестован СМЕРШ в деревне Шёнфельд | 21.04.1950 г. — переведён в лагерь органов репатриации Nо 69 г. Франкфурт-на-Одере, передан властям ФРГ и освобождён 23.04.1950 г. |
| 403 | Мартин Хартман                                        | генерал-майор                                                                                                 | старший офицер артиллерийской инспекции Главного командования сухопутных сил | 13.04.1945                                 | взят в плен американскими войсками | 11.07.1945 г. — передан советским властям в г. Веймар, 24.05.1950 г. — осуждён за военные преступления военным трибуналом войск МВД Московского округа и приговорён к 25 годам исправительно-трудовых лагерей, передан властям ФРГ и освобождён 8.10.1955 г. |
| 404 | Вильгельм Отто Освальд Хассе                          | генерал от инфантерии                                                                                         | командующий 17-й армии и одновременно вр.и.д. командующего 1-й танковой армии | 8.05.1945 г. (ранен)                       | взят в плен советскими войсками | умер от ран в лагере военнопленных «Пизек» 21.05.1945 г. |
| 405 | Курт Хассель                                          | генерал-майор — с 3.02.1964 г. (старшинство (RDA) с 1.12.1944 г.)                                             | активный участник заговора против Гитлера 20.07.1944 г., арестован 31.07.1944 г. | 1945                                       | взят в плен советскими войсками | освобождён 17.10.1948 г. |
| 406 | Альфред Хаубольд                                      | генерал зенитной артиллерии                                                                                   | в отставке | 15.06.1945                                 | арестован СМЕРШ в г. Дрезден | 24.09.1949 г. — переведён в лагерь органов репатриации Nо 69 г. Франкфурт-на-Одере, передан властям ФРГ и освобождён 26.09.1949 г. |
| 407 | Артур Хауффе                                          | генерал от нифантерии                                                                                         | командир 13-го армейского корпуса | 22.07.1944                                 | взят в плен у г. Золочев (Львовская область, Украинская ССР) | погиб в тот же день при конвоировании в тыл, когда автомашина, на которой он следовал, подорвалась на фугасном снаряде |
| 408 | Генрих Георг Хакс                                     | генерал-майор                                                                                                 | командир 8-й танковой дивизии | 9.05.1945                                  | взят в плен американскими войсками | 8.06.1945 г. — передан советским властям в г. Писек, 12.04.1949 г. — осуждён за военные преступления военным трибуналом войск МВД Свердловской области и приговорён к 25 годам исправительно-трудовых лагерей, передан властям ФРГ и освобождён 8.10.1955 г. |
| 409 | Вильгельм Хедерих                                     | генерал-лейтенант                                                                                             | в отставке | 24.05.1945                                 | арестован в посёлке Кляйнмахнов | переведён в лагерь органов репатриации Nо 69 г. Франкфурт-на-Одере, передан властям ФРГ и освобождён 22.04.1950 г. |
| 410 | Карл Герман Отто Хейдер                               | бригадефюрер СС и генерал-майор полиции                                                                       | начальник Брачного управления Главного расово-поселенческого управления СС | 1945                                       | арестован | находился в плену под чужим именем, так и не был разоблачён, освобождён и репатриирован в ФРГ в 1950 г. |
| 411 | Фриц Хейдрих                                          | генерал-майор                                                                                                 | в отставке | 1945                                       | арестован | пропал без вести в 1945 г., вероятно умер в тюрьме в г. Дрезден, объявлен умершим 31.12.1950 г. |
| 412 | Эрик фон Хаймбург                                     | бригадефюрер СС и генерал-майор полиции                                                                       | командир охранной полиции «Берлин» | 2.05.1945                                  | взят в плен | пропал без вести 5.05.1945 г. |
| 413 | Гейно фон Хаймбург                                    | вице-адмирал                                                                                                  | в отставке | май 1945                                   | арестован | в октябре 1945 г. умер в Сталинградском лагере для военнопленных № 362 НКВД СССР |
| 414 | Эрих Хайнеман                                         | генерал артиллерии                                                                                            | в отставке | 18.07.1945                                 | арестован СМЕРШ | 20.8.1949 освобождён и репатриирован в ГДР. |
| 415 | Вальтер Хейц                                          | генерал-полковник                                                                                             | командир 8-го армейского корпуса | 1.02.1943                                  | взят в плен в г. Сталинград | умер от рака в Центральном госпитале войск НКВД (г. Москва) 9.02.1944 г. |
| 416 | Эрнст Эберхард Хель                                   | генерал артиллерии                                                                                            | командир 7-го армейского корпуса | 27.08.1944                                 | взят в плен в селе Вулканешты | 25.01.1949 г. — осуждён за военные преступления военным трибуналом войск МВД Воронежской области и приговорён к 25 годам исправительно-трудовых лагерей, передан властям ФРГ и освобождён 8.10.1955 г. |
| 417 | Георг Хельвиг                                         | генерал-майор                                                                                                 | в отставке | май 1945                                   | арестован СМЕРШ | умер в спецлагере НКВД Nо 3 «Хоэнн-Шёнхаузен» в г. Берлин 31.07.1946 г. |
| 418 | Ганс Хельвиг                                          | генерал-майор                                                                                                 | комендант 675-й полевой комендатуры | 12.05.1945                                 | взят в плен в г. Билина | 9.12.1949 г. — осуждён за военные преступления военным трибуналом войск МВД Новгородской области и приговорён к 25 годам исправительно-трудовых лагерей, передан властям ФРГ и освобождён 6.10.1955 г. |
| 419 | Альфред Хемман                                        | генерал-лейтенант                                                                                             | командир 263-й пехотной дивизии | 9.05.1945                                  | взят в плен в Латвии | 23.09.1949 г. — осуждён за военные преступления военным трибуналом войск МВД Латвийской ССР и приговорён к 25 годам исправительно-трудовых лагерей, передан властям ФРГ и освобождён 8.10.1955 г. |
| 420 | Зигфрид Хенрици                                       | генерал бронетанковых войск                                                                                   | командир 40-го танкового корпуса | 9.05.1945                                  | взят в плен в Чехословакии | 9.09.1948 г. — осуждён за военные преступления военным трибуналом войск МВД Сталинградской области и приговорён к 25 годам исправительно-трудовых лагерей, передан властям ФРГ и освобождён 6.10.1955 г. |
| 421 | Альберт Хенце                                         | генерал-майор                                                                                                 | командир 30-й пехотной дивизии | 9.05.1945                                  | взят в плен в г. Лиепая | 21.04.1950 г. — осуждён за военные преступления военным трибуналом войск МВД Воронежской области и приговорён к 25 годам исправительно-трудовых лагерей, передан властям ФРГ и освобождён 6.10.1955 г. |
| 422 | Эберхард Херф                                         | бригадефюрер СС и генерал-майор полиции                                                                       | при штабе оберабшнитта «Богемия и Моравия» | 1945                                       | арестован СМЕРШ | предстал перед военным трибуналом Минского военного округа, заседавшим 15 — 29.01.1946 г. в окружном доме офицеров г. Минск (Белорусская ССР), осуждён за военные преступления и приговорён к высшей мере наказания, повешен на ипподроме г. Минск (Белорусская ССР) 30.01.1946 г. |
| 423 | Курт Херцог                                           | генерал артиллерии                                                                                            | командир 38-го танкового корпуса | 8.05.1945                                  | взят в плен в г. Салдус | предстал перед военным трибуналом Ленинградского военного округа, заседавшим 7 — 21.12.1947 г. в здании городского театра г. Новгород, осуждён за военные преступления и приговорён к 25 годам исправительно-трудовых лагерей, умер от дистрофии в стационаре лагерного пункта "Кирпичный завод № 2" Воркутинского исправительно-трудового лагеря (г. Воркута, Коми АССР) 14.04.1948 г. |
| 424 | Рихард Хесс                                           | генерал-лейтенант                                                                                             | в отставке | 1945                                       | арестован СМЕРШ | умер в спецлагере НКВД Nо 1 близ г. Мюльберг-на-Эльбе в июне 1946 г. |
| 425 | Ганс Вальтер Хейне                                    | генерал-лейтенант                                                                                             | командир 6-й пехотной дивизии | 30.06.1944                                 | взят в плен у г. Бобруйск (Белорусская ССР) | 12.02.1949 г. — осуждён за военные преступления военным трибуналом войск МВД Татарской АССР и приговорён к 25 годам исправительно-трудовых лагерей, передан властям ФРГ и освобождён 6.10.1955 г. |
| 426 | Карл Хильперт                                         | генерал-полковник                                                                                             | командующий группы армий «Курляндия» | 9.05.1945                                  | взят в плен в Латвии | умер от инфаркта и воздушной эмболии сосудов головного мозга в Красногорском лагере военнопленных Nо 27 (г. Красногорск, Московская область) 1.02.1947 г. |
| 427 | Конрад Хичлер                                         | группенфюрер СС и генерал-лейтенант полиции                                                                   | командующий полицией правопорядка «Венгрия» | 20.02.1945                                 | взят в плен | тяжело ранен в г. Будапешт, умер от ран в госпитале 20.02.1945 г. |
| 428 | Альфонс Хиттер                                        | генерал-лейтенант                                                                                             | комендант укреплённого района «Витебск» | 28.06.1944                                 | взят в плен в г. Витебск (Белорусская ССР) | Вступил в антифашистский Национальный комитет «Свободная Германия» предстал перед военным трибуналом Прибалтийского военного округа, заседавшим 29.11 — 3.12.1947 г. в городском театре г. Витебск (Белорусская ССР), осуждён за военные преступления и приговорён к 25 годам исправительно-трудовых лагерей, передан властям ФРГ и освобождён 8.10.1955 г. |
| 429 | Эрнст Хитцеград                                       | группенфюрер СС и генерал-лейтенант полиции                                                                   | в резерве при штабе рейхсфюрера СС | 9.05.1945                                  | взят в плен в г. Фрауштадт | 12.10.1950 г. — передан чехословацким властям, предстал перед Государственным судом, заседавшим 23 — 26.08.1951 г. в г. Прага, осуждён за военные преступления и приговорён к смертной казни, 27.08.1951 г. — исполнение приговор отложено до сентября 1953 г., 14.10.1953 г. — помилован президентом республики и приговорён к пожизненному заключению, передан властям ФРГ и освобождён в декабре 1961 г. |
| 430 | Фридрих Хохбаум                                       | генерал от инфантерии                                                                                         | командир 18-го горного корпуса | 9.05.1945                                  | взят в плен у г. Данциг | 21.04.1950 г. — осуждён за военные преступления военным трибуналом войск МВД Воронежской области и приговорён к 25 годам исправительно-трудовых лагерей, умер от рака гортани в Лежневском лагере военнопленных Nо 48 (село Чернцы, Лежневский район, Ивановская область) 28.01.1955 г. |
| 431 | Эдмунд Хофмайстер                                     | генерал-лейтенант                                                                                             | вр.и.д. командира 41-го танкового корпуса | 7.07.1944                                  | взят в плен у г. Бобруйск (Белорусская ССР) | 24.12.1948 г. — осуждён за военные преступления военным трибуналом войск МВД Гомельской области и приговорён к 25 годам исправительно-трудовых лагерей, умер от паралича сердца в режимном лагере военнопленных Nо 476 (г. Асбест, Свердловская область) 20.02.1951 г., |
| 432 | Хорст Хофмейер                                        | бригадефюрер СС и генерал-майор полиции                                                                       | командир боевой группы 'Гофмейер' | сентябрь 1944                              | взят в плен в Румынии | покончил жизнь самоубийством в лагере интернированных на станции Карпово (Раздельнянский район, Одесская область) 10.09.1944 г. |
| 433 | Гельмут фон Хофман                                    | генерал-майор                                                                                                 | командир боевой группы «Кёнигсбрюк» | 8.05.1945                                  | взят в плен | освобождён в 1947 |
| 517 | Рудольф Хоффер                                        | генерал-майор                                                                                                 | военный комендант Штеттина | 9.5.1945                                   | взят в плен советскими войсками | освобождён в 1947 |
| 434 | Гюнтер Хорстман                                       | контр-адмирал                                                                                                 | инспектор комплектования «Штеттин» | 3.05.1945                                  | взят в плен в г. Пархим | 29.06.1950 г. — осуждён за военные преступления военным трибуналом войск МВД Московской области и приговорён к 25 годам исправительно-трудовых лагерей, передан властям ФРГ и освобождён 9.10.1955 г. |
| 435 | Бото фон Хюльзен                                      | генерал-лейтенант                                                                                             | командир 370-й пехотной дивизии | 3.09.1944                                  | взят в плен у г. Онешти | 19.08.1949 г. — осуждён за военные преступления военным трибуналом войск МВД Смоленской области и приговорён к 25 годам исправительно-трудовых лагерей, передан властям ФРГ и освобождён 11.10.1955 г. |
| 436 | Конрад Цандер                                         | контр-адмирал                                                                                                 | в отставке, президент Германского аэроклуба | 1.05.1945                                  | взят в плен в г. Берлин | умер от рака слепой кишки в Лежневском лагере военнопленных Nо 48 (село Чернцы, Лежневский район, Ивановская область) 3.02.1947 г. |
| 437 | Генрих Цейсс                                          | генерал-арц                                                                                                   | инспектор медико-санитарной службы сухопутных войск | 14.09.1945                                 | арестован СМЕРШ | осуждён за военные преступления и приговорён к 25 годам исправительно-трудовых лагерей, умер в особой тюрьме МВД СССР Nо 2 («Владимирский централ», г. Владимир) 31.03.1949 г. |
| 438 | Константин Мельхиор Леберехт фон Цепелин              | генерал-лейтенант                                                                                             | в отставке | 1945                                       | арестован СМЕРШ | осуждён за военные преступления и приговорён к 25 годам исправительно-трудовых лагерей, передан властям ФРГ и освобождён в 1955 г. |
| 439 | Гюнтер Циглер                                         | генерал-лейтенант люфтваффе                                                                                   | в отставке | 20.07.1945                                 | арестован СМЕРШ | пропал без вести, объявлен умершим 31.12.1945 г. |
| 440 | Макс Цирфогель                                        | генерал-лейтенант люфтваффе                                                                                   | начальник штаба Германского уполномоченного генерала в Протекторате Богемия и Моравия и одновременно командира военного округа «Богемия и Моравия»                                          | 6.05.1945                                  | взят в плен | передан чехословацким властям, передан властям ФРГ и освобождён 27.02.1954 г. |
| 441 | Фридрих Чоке                                          | генерал-ветеринар                                                                                             | начальник ветеринарной службы 1-й танковой армии | 9.05.1945                                  | взят в плен в г. Часлав | 22.06.1950 г. — осуждён за военные преступления военным трибуналом войск МВД Московского округа и приговорён к 25 годам исправительно-трудовых лагерей, передан властям ФРГ и освобождён 7.10.1955 г. |
| 442 | Александр фон Цюлов                                   | генерал-лейтенант                                                                                             | инспектор комплектования «Кёслин» | 5.03.1945                                  | взят в плен в деревне Клинков | умер от кровоизлияния в мозг и кардиосклероза в спецгоспитале Nо 3840 (г. Шуя, Ивановская область) 21.10.1948 г. |
| 443 | Эккарт Ганс фон Чаммер унд Остен                      | генерал-майор                                                                                                 | комендант 853-й полевой комендатуры | конец августа 1944                         | взят в плен румынскими войсками | в сентябре 1944 г. — передан советским властям, предстал перед военным трибуналом Киевского военного округа, заседавшим 17 — 28.01.1946 г. в доме офицеров Красной Армии в г. Киев (Украинская ССР), осуждён за военные преступления и приговорён к высшей мере наказания, повешен на площади Калинина в г. Киев (Украинская ССР) 29.01.1946 г. |
| 444 | Хуго Шефер                                            | генерал-лейтенант                                                                                             | в отставке | 1945                                       | арестован в г. Вена | 13.09.1945 г. — осуждён за военные преступления военным трибуналом и приговорён к высшей мере наказания, расстрелян в г. Санкт-Пёльтен 12.11.1945 г. |
| 445 | Вернер Шартов                                         | генерал-лейтенант                                                                                             | командир 602-го дивизионного штаба особого назначения | 09.05.1945                                 | взят в плен в г. Табор | 29.11.1947 г. — осуждён за военные преступления военным трибуналом Киевского военного округа и приговорён к 25 годам исправительно-трудовых лагерей, передан властям ФРГ и освобождён 9.10.1955 г. |
| 446 | Бруно Шатц                                            | генерал-майор                                                                                                 | командир 122-й пехотной дивизии | 8.05.1945                                  | взят в плен в г. Салдус | 16.08.1949 г. — осуждён за военные преступления военным трибуналом войск МВД Харьковской области и приговорён к 25 годам исправительно-трудовых лагерей, передан властям ФРГ и освобождён 7.10.1955 г. |
| 447 | Пауль Шеер                                            | группенфюрер СС и генерал-лейтенант полиции                                                                   | при штабе оберабшнита СС «Юго-Восток» | 9.05.1945                                  | взят в плен в г. Табор | предстал перед военным трибуналом Киевского военного округа, заседавшим 17 — 28.01.1946 г. в доме офицеров Красной Армии в г. Киев (Украинская ССР), осуждён за военные преступления и приговорён к высшей мере наказания, повешен на площади Калинина в г. Киев (Украинская ССР) 29.01.1946 г. |
| 448 | Оскар Шельбах                                         | генерал-лейтенант                                                                                             | в отставке | лето 1946                                  | арестован СМЕРШ | умер в военной тюрьме г. Магдебург 23.02.1947 г. |
| 449 | Рольф Шеренберг                                       | генерал-майор                                                                                                 | командир 371-й пехотной дивизии | 10.05.1945                                 | взят в плен в г. Прага | 30.06.1949 г. — осуждён за военные преступления военным трибуналом войск МВД Минской области и приговорён к 25 годам исправительно-трудовых лагерей, передан властям ФРГ и освобождён 8.10.1955 г. |
| 450 | Пауль Шойерпфлюг                                      | генерал-лейтенант                                                                                             | командир 68-й пехотной дивизии | 8.05.1945                                  | взят в плен у г. Ягерндорф | 3.07.1945 г. — переведён в лагерь военнопленных у г. Освенцим, умер в госпитале лагеря военнопленных у г. Освенцим 8.08.1945 г. |
| 451 | Ганс Ширмер                                           | генерал-лейтенант                                                                                             | командир 23-й пехотной дивизии | 9.05.1945                                  | взят в плен в г. Данциг | 30.07.1948 г. — осуждён за военные преступления военным трибуналом войск МВД Эстонской ССР и приговорён к 25 годам исправительно-трудовых лагерей, передан властям ФРГ и освобождён 8.10.1955 г. |
| 452 | Зигмунд фон Шлейниц                                   | генерал-лейтенант                                                                                             | командир 402-й оперативной дивизии | 15.03.1945                                 | взят в плен в г. Драмбург | 18.02.1949 г. — осуждён за военные преступления военным трибуналом войск МВД Краснодарского края и приговорён к 25 годам исправительно-трудовых лагерей, передан властям ФРГ и освобождён 12.10.1955 г. |
| 453 | Франц Шлипер                                          | генерал-майор                                                                                                 | командир 12-й полевой дивизии ВВС | 9.05.1945                                  | взят в плен в г. Данциг | 24.06.1950 г. — осуждён за военные преступления военным трибуналом войск МВД Московского округа и приговорён к 25 годам исправительно-трудовых лагерей, передан властям ФРГ и освобождён 7.10.1955 г. |
| 454 | Гельмут Шлёмер                                        | генерал-лейтенант                                                                                             | вр.и.д. командира 14-го танкового корпуса | 29.01.1943                                 | взят в плен в г. Сталинград | 19.10.1949 г. — переведён в лагерь органов репатриации Nо 69 г. Франкфурт-на-Одере, передан властям ФРГ и освобождён 24.10.1949 г. |
| 455 | Роберт Шлютер                                         | генерал-лейтенант                                                                                             | комендант г. Дрезден | 15.05.1945                                 | арестован СМЕРШ | 4.06.1948 г. — осуждён за военные преступления военным трибуналом войск МВД Минской области и приговорён к 25 годам исправительно-трудовых лагерей, передан властям ФРГ и освобождён 7.10.1955 г. |
| 456 | Эрнст Генрих Шмаузер                                  | обергруппенфюрер СС и генерал войск СС и полиции                                                              | начальник оберабшнита СС «Юго-Восток» и одновременно старший начальник СС и полиции «Юго-Восток»                                                                                            | 10.02.1945                                 | взят в плен у селения Альтенроде | умер в плену 31.12.1945 г. |
| 457 | Вальтер Шмид-Данквард                                 | генерал-лейтенант                                                                                             | в отставке, при штабе 56-го танкового корпуса и одновременно комендатуры обороны г. Берлин                                                                                                  | 2.05.1945                                  | взят в плен в г. Берлин | переведён в лагерь органов репатриации Nо 69 г. Франкфурт-на-Одере, передан властям ФРГ и освобождён 19.10.1949 г. |
| 458 | Артур Шмидт                                           | генерал-лейтенант                                                                                             | начальник штаба 6-й армии | 31.01.1943                                 | взят в плен в г. Сталинград | 24.06.1950 г. — осуждён за военные преступления военным трибуналом войск МВД Московской области и приговорён к 25 годам исправительно-трудовых лагерей, передан властям ФРГ и освобождён в октябре 1955 г. |
| 459 | Август Шмидт                                          | генерал-лейтенант                                                                                             | командир 158-й пехотной дивизии | 8.05.1945                                  | взят в плен в г. Писек | 30.07.1948 г. — осуждён за военные преступления военным трибуналом войск МВД Смоленской области и приговорён к 25 годам исправительно-трудовых лагерей, передан властям ФРГ и освобождён 7.10.1955 г. |
| 460 | Аурель Шмидт                                          | генерал-майор                                                                                                 | старший начальник 10-й сапёрной службы | 9.07.1944                                  | взят в плен в деревне Кабаки | 11.07.1948 г. — переведён в лагерь органов репатриации Nо 36 г. Сигету-Мармацией, передан австрийским властям и освобождён в июле 1948 г. |
| 461 | Рихард Шмидт                                          | генерал-майор                                                                                                 | командир 254-й пехотной дивизии | 12.05.1945                                 | взят в плен в г. Немецки Брод | 12.10.1950 г. — передан чехословацким властям, предстал перед Государственным судом, заседавшим 23 — 26.08.1951 г. в г. Прага, осуждён за военные преступления и приговорён к смертной казни, 27.08.1951 г. — исполнение приговора отложено до сентября 1953 г., 14.10.1953 г. — помилован президентом республики и приговорён к пожизненному заключению, передан властям ФРГ и освобождён 20.12.1961 г. |
| 462 | Рудольф Шмидт                                         | генерал-полковник                                                                                             | в отставке, проживал в г. Нордгейм, британская зона оккупации, 16.12.1947 г. с межзональным пропуском проследовал в советскую зону оккупации                                                | 24.12.1947                                 | задержан на советском контрольно-пропускном пункте | 25.12.1947 г. — арестован, 4.02.1952 г. — осуждён за военные преступления военным трибуналом войск МВД Московского округа и приговорён к 25 годам исправительно-трудовых лагерей, передан властям ФРГ и освобождён 7.01.1956 г. |
| 463 | Ульрих Шмидт                                          | генерал-майор                                                                                                 | начальник армейской военной школы | 17.11.1945                                 | арестован в г. Дрезден | 21.04.1950 г. — переведён в лагерь органов репатриации Nо 69 г. Франкфурт-на-Одере, передан властям ФРГ и освобождён 24.04.1950 г. |
| 464 | Вернер Шмидт-Хаммер                                   | генерал-лейтенант                                                                                             | командир 168-й пехотной дивизии и одновременно вр.и.д. командира 72-го армейского корпуса                                                                                                   | 10.05.1945                                 | взят в плен в г. Вотице | 23.11.1948 г. — осуждён за военные преступления военным трибуналом войск МВД Киевской области и приговорён к 25 годам исправительно-трудовых лагерей, передан властям ФРГ и освобождён 7.01.1956 г. |
| 465 | Фридрих Шнайдер                                       | генерал-майор                                                                                                 | в отставке | 19.05.1945                                 | арестован в г. Берлин | умер в спецлагере НКВД Nо 7 «Захсенхаузен» 15.12.1945 г. |
| 466 | Отто Шёбель                                           | генерал-майор люфтваффе                                                                                       | на лечении в госпитале после автомобильной аварии в г. Вена | 14.04.1945                                 | взят в плен в г. Вена | 24.10.1950 г. — переведён в лагерь органов репатриации Nо 304 г. Сигету-Мармацией, передан австрийским властям и освобождён 6.11.1950 г. |
| 467 | Фриц Шёнфельдер                                       | генерал-майор                                                                                                 | старший командир 2-й сапёрной службы | 10.05.1945                                 | взят в плен в г. Теплице | 17.06.1949 г. — осуждён за военные преступления военным трибуналом войск МВД Минской области и приговорён к 25 годам исправительно-трудовых лагерей, умер от паралича сердца в Кадиевском лагере военнопленных № 144 г. Кадиевка, Ворошиловградская область, Украинская ССР) 6.07.1953 г. |
| 468 | Иоганнес Фердинанд Шёрнер                             | генерал-фельдмаршал                                                                                           | Главнокомандующий сухопутных сил (согласно Политическому завещанию А. Гитлера (продиктовано 29.04.1945 г.)), в должность не вступил, по-прежнему оставаясь командующим группы армий «Центр» | 17.05.1945                                 | взят в плен американскими войсками в г. Кицбюэль | 26.05.1945 г. — передан советским властям, 11.02.1952 г. — осуждён за военные преступления военным трибуналом войск МВД Московской области и приговорён к 25 годам исправительно-трудовых лагерей, по приговору Военной коллегии Верховного суда СССР от 11.02.1952 г. срок заключения снижен до 12 лет 6 месяцев, передан властям ФРГ и освобождён 7.01.1955 г. |
| 469 | Вальтер Пауль Эмиль Шрейбер                           | генерал-арц                                                                                                   | начальник медицинской службы г. Берлин и одновременно начальник медицинской службы укреплённого района «Берлин»                                                                             | 30.04.1945                                 | взят в плен в г. Берлин | переведён в лагерь органов репатриации Nо 69 г. Франкфурт-на-Одере, Восточная (советская) зона оккупации Германии), освобождён 16.09.1948 г. 17.10.1948 г. — бежал с семьей в американский сектор оккупации в Западном Берлине. |
| 470 | Отто Шрёдер                                           | генерал-лейтенант                                                                                             | в отставке | 20.06.1945                                 | арестован в г. Дрезден | умер от алиментарной дистрофии по пути следования в спецгоспиталь Nо 1563 (г. Тбилиси, Грузинская ССР) 10.01.1946 г. |
| 471 | Северин Шрёдер                                        | генерал-майор                                                                                                 | в отставке | 11.11.1945                                 | арестован в г. Дрезден | переведён в лагерь органов репатриации Nо 69 г. Франкфурт-на-Одере, Восточная (советская) зона оккупации Германии), освобождён 28.08.1949 г. |
| 472 | Артур Шуберт                                          | генерал-лейтенант                                                                                             | в отставке | 1945                                       | арестован СМЕРШ | умер в спецлагере НКВД Nо 4 — 4.07.1946 г. |
| 473 | Теодор Шуберт                                         | генерал-лейтенант люфтваффе                                                                                   | в отставке | 3.06.1945                                  | арестован в деревне Вильгельмсхорст | переведён в лагерь органов репатриации Nо 69 г. Франкфурт-на-Одере, Восточная (советская) зона оккупации Германии), передан властям ФРГ и освобождён 22.04.1950 г. |
| 474 | Гаральд Шульц                                         | генерал-майор                                                                                                 | командир 24-й пехотной дивизии | 9.05.1945                                  | взят в плен в деревне Валле | 18.07.1949 г. — осуждён за военные преступления военным трибуналом войск МВД Латвийской ССР и приговорён к 25 годам исправительно-трудовых лагерей, передан властям ФРГ и освобождён 6.10.1955 г. |
| 475 | Рудольф Шульце                                        | генерал-лейтенант люфтваффе                                                                                   | в отставке | 24.12.1945                                 | арестован в г. Лейпциг | 21.04.1950 г. — переведён в лагерь органов репатриации Nо 69 г. Франкфурт-на-Одере, Восточная (советская) зона оккупации Германии, передан властям ФРГ и освобождён 24.04.1950 г. |
| 476 | Отто Шури                                             | генерал-майор                                                                                                 | командир 200-й егерской дивизии | 9.05.1945                                  | взят в плен в г. Нова Пака | 5.06.1950 г. — осуждён за военные преступления военным трибуналом войск МВД Ростовской области и приговорён к 25 годам исправительно-трудовых лагерей, передан властям ФРГ и освобождён 8.10.1955 г. |
| 477 | Вильгельм Шварц                                       | генерал-майор                                                                                                 | в отставке | 16.11.1945                                 | арестован в деревне Мёльц | переведён в лагерь органов репатриации Nо 69 г. Франкфурт-на-Одере, передан властям ФРГ и освобождён 21.04.1950 г. |
| 478 | Отто Шварц                                            | генерал-лейтенант                                                                                             | командир 376-й пехотной дивизии | 4.09.1944                                  | взят в плен румынскими войсками, передан советским властям | 3.12.1949 г. — осуждён за военные преступления военным трибуналом войск МВД Минской области и приговорён к 25 годам исправительно-трудовых лагерей, передан властям ФРГ и освобождён 12.10.1955 г. |
| 479 | Иоахим Шватло-Гестердинг                              | генерал-майор                                                                                                 | командир 253-й пехотной дивизии | 10.05.1945                                 | взят в плен в г. Голчув-Еников | 21.04.1950 г. — осуждён за военные преступления военным трибуналом войск МВД Воронежской области и приговорён к 25 годам исправительно-трудовых лагерей, передан властям ФРГ и освобождён 8.10.1955 г. |
| 480 | Вольфганг фон Швейниц                                 | генерал-майор                                                                                                 | в отставке | 16.10.1945                                 | арестован СМЕРШ | пропал без вести |
| 481 | Генрих Шменд                                          | генерал-арц                                                                                                   | в отставке | 28.11.1945                                 | арестован в селении Гашвиц | умер в спецлагере НКВД Nо 1 близ г. Мюльберг-на-Эльбе ноябрь/декабрь 1945 г. |
| 520 | Август Шмидтхубер                                     | бригадефюрер СС и генерал-майор войск СС                                                                      | командир 7-й добровольческой горнострелковой дивизии СС «Принц Евгений» | 8.5.1945                                   | сдался в плен советским войскам в Словении | передан югославским властям, на процессе военного трибунала был признан виновным в массовых расстрелах и других военных преступлениях, 16.2.1947 — приговорён к смертной казни, 19.2.1947 г. расстрелян в Белграде, Югославия |
| 482 | Карл Шпальке                                          | генерал-майор                                                                                                 | военный атташе при германском посольстве в г. Бухарест | 2.09.1944                                  | взят в плен румынскими войсками в г. Бухарест, передан советским властям | 14.02.1952 г. — осуждён за военные преступления военным трибуналом войск МВД Московского округа и приговорён к 25 годам исправительно-трудовых лагерей, передан властям ФРГ и освобождён 10.10.1955 г. |
| 483 | Карл Вильгельм Шпехт                                  | генерал от инфантерии                                                                                         | командир корпуса «Хель» | 9.05.1945                                  | взят в плен в г. Владыславово | 20.04.1950 г. — осуждён за военные преступления военным трибуналом войск МВД Брестской области и приговорён к 25 годам исправительно-трудовых лагерей, умер от отёка лёгких в Лежневском лагере военнопленных Nо 48 (село Чернцы, Лежневский район, Ивановская область) 3.12.1953 г. |
| 484 | Рихард Шпейх                                          | генерал-лейтенант                                                                                             | в отставке | 30.11.1945                                 | арестован в г. Беннекенштейн | 18.05.1949 г. — передан чехословацким властям |
| 485 | Рудольф Шперль                                        | генерал-лейтенант                                                                                             | командир 61-й пехотной дивизии | 9.04.1945                                  | взят в плен в г. Кёнигсберг | 30.07.1949 г. — осуждён за военные преступления военным трибуналом войск МВД Ленинградской области и приговорён к 25 годам исправительно-трудовых лагерей, передан властям ФРГ и освобождён 10.10.1955 г. |
| 486 | Ганс Эмиль Пауль Шпигельберг                          | генерал-арц (генерал-майор медицинской службы — с 1.09.1944 г.)                                               | начальник медицинской службы 11-го армейского корпуса | 2.02.1943                                  | взят в плен в г. Сталинград | передан властям ФРГ и освобождён |
| 487 | Райнер Штагель                                        | генерал-лейтенант люфтваффе                                                                                   | с 25.7. 1944 комендант Варшавы, с 26.8.1944 комендант обороны Бухареста | 28.08.1944                                 | арестован румынскими коммунистами | 1.09.1944 г. — передан советским властям, 6.08.1951 г. — арестован МГБ СССР, 16.02.1952 г. — осуждён за военные преступления военным трибуналом войск МВД Московского округа и приговорён к 25 годам исправительно-трудовых лагерей, умер от сердечной недостаточности в Лежневском лагере военнопленных Nо 48 (село Чернцы, Лежневский район, Ивановская область) 30.11.1955 г. |
| 488 | Герман Штарке                                         | генерал-лейтенант                                                                                             | в отставке | 7.05.1945                                  | взят в плен в районе Целендорф | переведён в лагерь органов репатриации Nо 69 г. Франкфурт-на-Одере, освобождён 19.10.1949 г. |
| 489 | Фридрих Штеффенс                                      | генерал-штабс-интендант                                                                                       | в отставке | 24.11.1945                                 | арестован в г. Эрфурт | умер от декомпенсированного порока сердца в спецгоспитале Nо 1762 г. Франкфурт-на-Одере, Восточная (советская) зона оккупации Германии) 14.06.1947 г. |
| 490 | Фердинанд Вильгельм фон Штейн-Либенштейн цу Бархфельд | генерал-майор люфтваффе                                                                                       | в резерве командного состава ОКЛ | 8.05.1945                                  | взят в плен у г. Берлин | 8.07.1950 г. — осуждён за военные преступления военным трибуналом войск МВД Московского округа и приговорён к 25 годам исправительно-трудовых лагерей, умер от рака желудка в лагерном отделении Nо 6 режимного лагеря военнопленных Nо 476 (г. Асбест, Свердловская область) 1.03.1953 г., |
| 491 | Фридрих Карл фон Штейнкеллер                          | генерал-майор                                                                                                 | командир 60-й панцер-гренадёрской дивизии | 7.07.1944                                  | взят в плен восточнее деревни Крупица | 19.11.1948 г. — осуждён за военные преступления военным трибуналом войск МВД Киевского округа и приговорён к 25 годам исправительно-трудовых лагерей, передан властям ФРГ и освобождён 8.10.1955 г. |
| 492 | Иоганн Штевер                                         | генерал-лейтенант                                                                                             | в отставке | май 1945                                   | взят в плен в г. Берлин | пропал без вести |
| 493 | Ганс Штилер фон Гейдекампф                            | генерал-лейтенант                                                                                             | в отставке | 1945                                       | арестован СМЕРШ | умер в спецлагере НКВД Nо 3 «Хоэнн-Шёнхаузен» в г. Берлин 4.02.1946 г. |
| 494 | Бернхард Штиллер                                      | генерал-майор                                                                                                 | старший начальник 23-й сапёрной службы | 28.05.1945                                 | арестован в г. Карловы Вары | переведён в лагерь органов репатриации Nо 69 г. Франкфурт-на-Одере, передан властям ФРГ и освобождён 21.04.1950 г. |
| 495 | Герберт Штиммель                                      | генерал-лейтенант                                                                                             | комендант г. Карловы Вары | 1945                                       | арестован в г. Карловы Вары | умер в плену в 1946 г. |
| 496 | Карл Штингль                                          | генерал-майор                                                                                                 | командир 88-й пехотной дивизии, комендант г. Яссы | 30.08.1944                                 | взят в плен в Румынии | переведён в лагерь органов репатриации Nо 69 г. Франкфурт-на-Одере, передан властям ФРГ и освобождён 21.04.1950 г. |
| 497 | Пауль Штёвер                                          | генерал-лейтенант                                                                                             | командующий охранных войск 17-й армии | 9.05.1945                                  | взят в плен в г. Мшено | 28.12.1950 г. — осуждён за военные преступления военным трибуналом войск МВД Киевской области и приговорён к 25 годам исправительно-трудовых лагерей, умер от рака лёгких в Лежневском лагере военнопленных Nо 48 (село Чернцы, Лежневский район, Ивановская область) 2.11.1953 г. |
| 498 | Мориц фон Штрахвиц и Гросс-Цаухе                      | генерал-лейтенант                                                                                             | командир 87-й пехотной дивизии | 9.05.1945                                  | взят в плен в г. Вайноде | 18.08.1948 г. — осуждён за военные преступления военным трибуналом войск МВД Витебской области и приговорён к 25 годам исправительно-трудовых лагерей, умер от цирроза печени в режимном лагере военнопленных Nо 476 (г. Асбест, Свердловская область) 23.10.1953 г., |
| 499 | Бруно Штреккенбах                                     | группенфюрер СС и генерал-лейтенант войск СС и полиции                                                        | командир 19-й латвийской добровольческой дивизии СС | 10.05.1945                                 | взят в плен | 18.02.1952 г. — осуждён за военные преступления военным трибуналом войск МВД Московского округа и приговорён к 25 годам исправительно-трудовых лагерей, передан властям ФРГ и освобождён 10.10.1955 г. |
| 500 | Карл Штреккер                                         | генерал-полковник                                                                                             | командир 11-го армейского корпуса | 2.02.1943                                  | взят в плен в г. Сталинград | 15.04.1950 г. — осуждён за военные преступления военным трибуналом войск МВД Северо-Кавказского округа и приговорён к 25 годам исправительно-трудовых лагерей, передан австрийским властям и освобождён 8.10.1955 г. |
| 501 | Губерт Штромайер                                      | генерал-майор                                                                                                 | командир артиллерии 11-го корпуса СС | 1.05.1945                                  | взят в плен у г. Белиц-на-Эльбе | 18.03.1947 г. — передан югославским властям, 1947 г. — осуждён за военные преступления и приговорён к смертной казни, повешен в г. Белград 11.09.1947 г. |
| 502 | Вильгельм фон Штубенраух                              | генерал-лейтенант люфтваффе                                                                                   | начальник Имперского института военной противовоздушной обороны | 6.05.1945                                  | взят в плен в замке Чески-Штернберг | 27.06.1950 г. — осуждён за военные преступления военным трибуналом войск МВД Московской области и приговорён к 25 годам исправительно-трудовых лагерей, умер от бронхопневмонии, общего атеросклероза и нефросклероза в Лежневском лагере военнопленных Nо 48 (село Чернцы, Лежневский район, Ивановская область) 2.11.1950 г. |
| 503 | Ганс Иоахим фон Штумпфельд                            | генерал-лейтенант                                                                                             | в отставке | 25.07.1945                                 | арестован в имении Вольфскут | 21.04.1950 г. — переведён в лагерь органов репатриации Nо 69 г. Франкфурт-на-Одере, передан властям ФРГ и освобождён 23.04.1950 г. |
| 504 | Герман Штутцер                                        | генерал-майор люфтваффе                                                                                       | в отставке | 27.05.1945                                 | арестован в г. Нойштрелиц | переведён в лагерь органов репатриации Nо 69 г. Франкфурт-на-Одере, передан властям ФРГ и освобождён 21.04.1950 г. |
| 521 | Эмиль Штюрц                                           | обергруппенфюрер НСФК,                                                                                        | с 7.8.1936 гауляйтер Курмарка, с 16.11.1942 имперский комиссар обороны Бранденбурга | 1945                                       | взят в плен советскими войсками | умер в заключении |
| 518 | Фридрих Эббеке                                        | главный правительственный советник, доктор                                                                    | временно исполняющий должность полицай-президента Лейпцига | 1945                                       | арестован советскими войсками | 1950 г. осуждён за военные преступления и приговорён к 25 годам исправительно-трудовых лагерей. В октябре 1953 г. освобождён и репатриирован в ФРГ |
| 505 | Антон Эберт                                           | генерал-майор                                                                                                 | командир 300-й дивизии особого назначения | 9.05.1945                                  | взят в плен в Латвии | 29.06.1950 г. — осуждён за военные преступления военным трибуналом войск МВД Московского округа и приговорён к 25 годам исправительно-трудовых лагерей, умер от рака сигмовидной кишки в Лежневском лагере военнопленных Nо 48 (село Чернцы, Лежневский район, Ивановская область) 6.09.1955 г. |
| 506 | Фридрих Эдер                                          | генерал-интендант люфтваффе                                                                                   | интендант 8-го командования авиационной области | 8.05.1945                                  | взят в плен в г. Страконице | 21.04.1950 г. — переведён в лагерь органов репатриации Nо 69 г. Франкфурт-на-Одере, передан властям ФРГ и освобождён 24.04.1950 г. |
| 507 | Рихард Эриг                                           | генерал-майор                                                                                                 | в отставке | 8.12.1945                                  | арестован в г. Ошац | передан властям ФРГ и освобождён 19.10.1949 г. |
| 508 | Гельмут Эйзенштук                                     | генерал-майор                                                                                                 | при штабе командования 1-й танковой армии | 9.05.1945                                  | взят в плен в г. Часлав | 26.05.1946 г. — передан польским властям, передан властям ФРГ и освобождён 11.05.1950 г. |
| 509 | Герхард фон Энкефорт                                  | генерал-майор                                                                                                 | в отставке | 1.05.1945                                  | арестован СМЕРШ | умер в спецлагере НКВД Nо 7 «Захсенхаузен» 16.12.1945 г. |
| 511 | Иоахим Энгель                                         | генерал-майор                                                                                                 | командир 45-й пехотной дивизии | 11.07.1944                                 | взят в плен у г. Минск (Белорусская ССР) | покончил жизнь самоубийством в тюрьме Nо 1 г. Гомель (Белорусская ССР) 3.06.1948 г. |
| 519 | Иоганнес Энгель                                       | бригадефюрер СС                                                                                               | служащий в управлении области НСДАП «Большой Берлин» | 12.5.1945                                  | арестован советскими войсками в Берлине | 22.6.1950 военным трибуналом войск МВД Московского округа был осуждён за военные преступления и приговорён к 25 годам исправительно-трудовых лагерей. 7.10.1955 в качестве не амнистированного преступника передан властям Западного Берлина и освобождён. |
| 510 | Франц Энгель                                          | генерал-майор люфтваффе                                                                                       | командир 10-й зенитной дивизии | 9.05.1945                                  | взят в плен в г. Писек | 20.12.1949 г. — осуждён за военные преступления военным трибуналом войск МВД Винницкой области и приговорён к 25 годам исправительно-трудовых лагерей, передан властям ФРГ и освобождён 8.10.1955 г. |
| 512 | Генрих Отто Готфрид фон Эрдмансдорф                   | генерал-майор                                                                                                 | комендант обороны г. Могилёв | 28.06.1944 г. -                            | взят в плен в г. Могилёв (Белорусская ССР) | предстал перед военным трибуналом Минского военного округа, заседавшим 15 — 29.01.1946 г. в окружном доме офицеров г. Минск (Белорусская ССР), осуждён за военные преступления и приговорён к высшей мере наказания, повешен на ипподроме г. Минск (Белорусская ССР) 30.01.1946 г. |
| 513 | Виктор Ютнер                                          | генерал-арц                                                                                                   | в отставке | 31.08.1945                                 | арестован СМЕРШ | умер в спецлагере НКВД Nо 3 «Хоэнн-Шёнхаузен» 10.09.1945 г. |
| 514 | Фридрих Юнгблют                                       | генерал-арц                                                                                                   | в отставке | 1945                                       | арестован | умер в спецлагере НКВД Nо 8 в г. Торгау 28.02.1946 г. |
| 515 | Эмиль Юст                                             | генерал-майор                                                                                                 | в отставке | 9.07.1945                                  | арестован в г. Берлин | умер в г. Каунас (Литовская ССР) 21.01.1947 г. |